# Espada

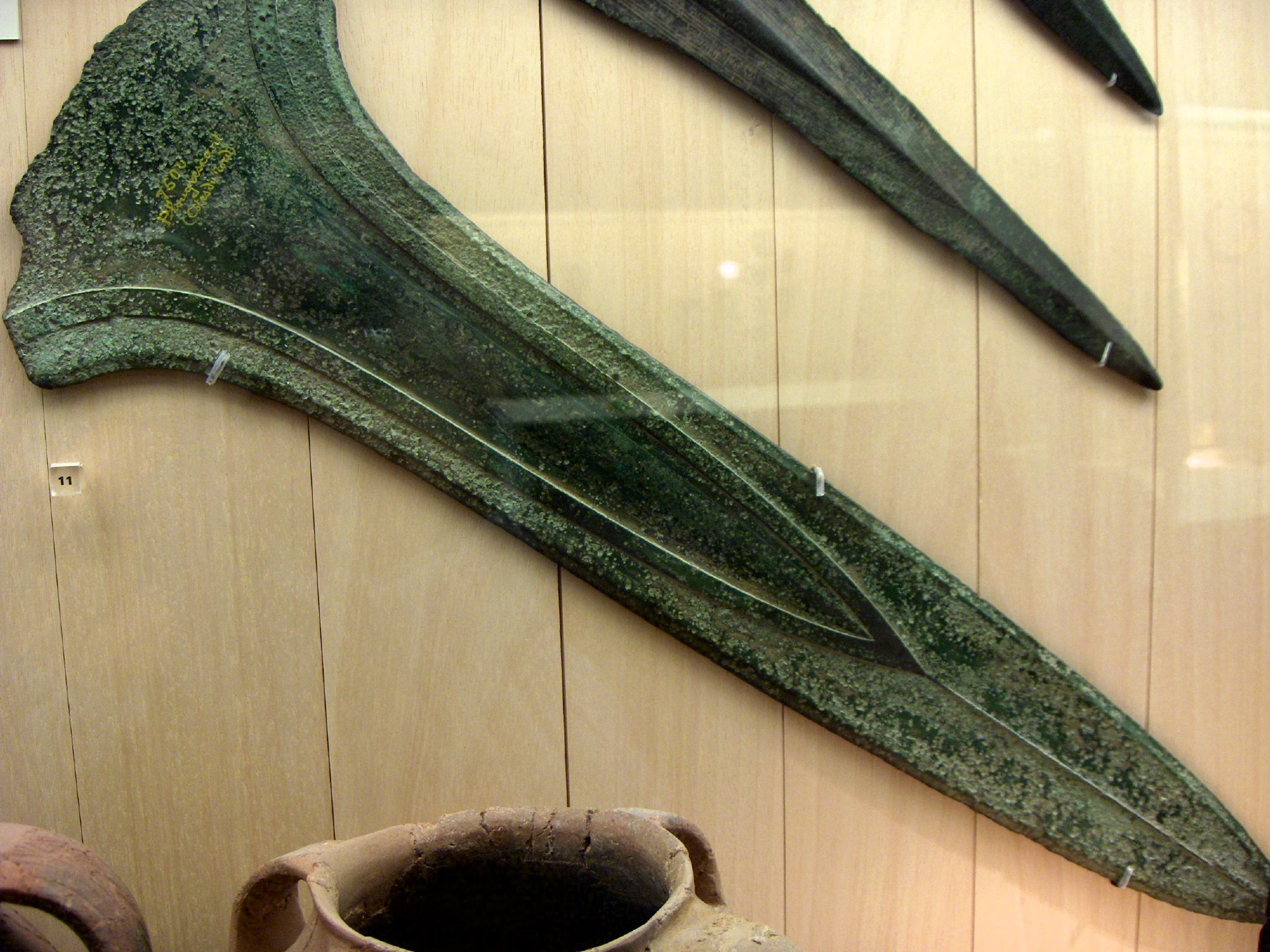
Espada de la Edad del Bronce (aproximadamente 800 a. C.)

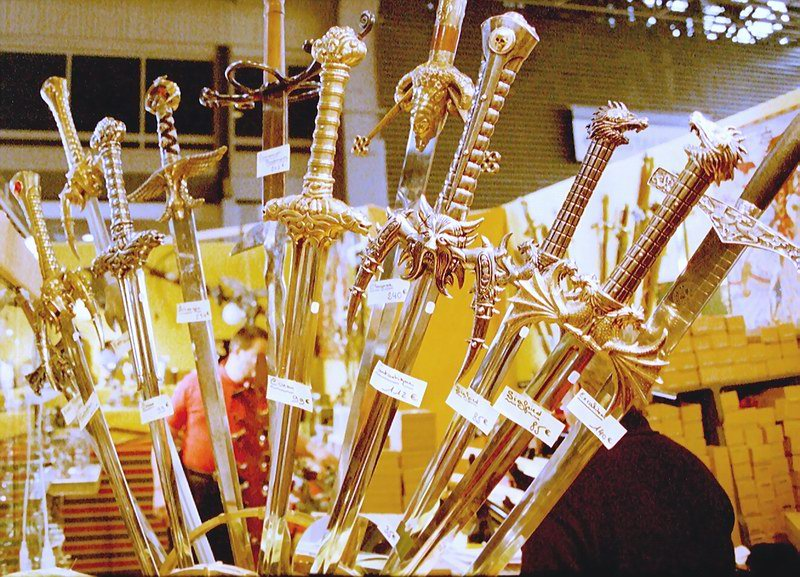
Espadas en venta.

La espada es un arma blanca de dos filos que consiste básicamente en una hoja recta cortante, punzante —o con ambas características—, con empuñadura, y de cierta envergadura o marca (marca: aproximadamente a partir de medio metro). Según la definición estricta no serían espadas los sables, las katanas (sable japonés), etcétera.
Tienen su hoja metálica afilada en uno o los dos filos si es de tajo, o sin filos y con puntas agudas y duras si es de punzar, o con ambas características. La empuñadura se hacía de muchos y diversos materiales, sobre todo si eran espadas para "ceñir" o de "parada" aristocráticas, pero se solía emplear la madera o cuerno recubiertos —o no— de cuero o cordelería.
Siendo su aparición muy temprana (IV milenio a. C.), su hoja se hizo inicialmente de cobre (muy débil), posteriormente de bronce, hierro y finalmente acero templado. La factura y el manejo de la espada permanecen constantes a lo largo de los siglos, pero las técnicas varían entre culturas y periodos como resultado de las diferencias en el diseño y propósito de la hoja. Los nombres dados a muchas espadas en la mitología, literatura e historia reflejan el alto prestigio del arma (ver listado de espadas).
Según la ley de seguridad nacional europea, poseer una arma blanca (espadas) sin licencia de ella puede costar una multa de 3000€ dependiendo del afiler y la longitud de la espada y también de 2 a 7 años de prisión. Curiosamente ya no se puede conseguir esa específica licencia pero la ley aún se mantiene.

## Etimología
La palabra espada proviene del latín spatha (que también sirvió para denominar a la espada larga y recta romana de caballería), y esta, a su vez, del griego spathe. Etimológicamente el nombre permanece hoy día en el francés como épée, y en el italiano como spada.

## Historia

### Edad del Bronce
Los humanos han fabricado y usado armas con filo desde la Edad del Bronce. La espada se desarrolla a partir de la daga cuando la confección de hojas largas se hace posible a principios del II milenio a. C. Las espadas más largas de 90 cm son raras durante la Edad del Bronce, pues su longitud excede la capacidad extensible del bronce (aleación de cobre y estaño). No fue hasta el desarrollo de aleaciones más fuertes, como el acero, que la espada larga fue práctica para el combate.
Las espadas de la Edad del Bronce tienen su origen en los trabajos del cobre del Mediterráneo y el Mar Negro, así como en Mesopotamia. La espada inicia su andadura europea mientras que en Próximo Oriente durante un tiempo únicamente se hace uso de dagas; la espada destronará finalmente al puñal como arma simbólica del guerrero. La producción de espadas en China se documenta desde la Edad del Bronce, en la Dinastía Shang.
La empuñadura en los orígenes consiste simplemente en un mango, que protegía a la mano de resbalar sobre la hoja al empujar. En el siglo XV a. C. se conocen en la Europa Central y Nórdica las espadas de lengüeta: las hojas tienen una estrecha lengüeta que se inserta en la empuñadura dando lugar a formas diversas en el sistema de enmangado, que llegaron pronto al Mediterráneo Oriental: Grecia, Chipre y Egipto. Las espadas del Bronce Nórdico, desde aproximadamente el 1400 a. C., muestran los característicos diseños espirales.
Las espadas conocidas como tipo Naue II, que se expandieron desde la Europa Meridional hacia el Mediterráneo, han sido relacionadas por Robert Drew con el colapso de la Edad del Bronce Final.
Cabe señalar que el metal es, durante largo tiempo, un elemento de prestigio con el que se fabrican las armas, joyas y objetos ceremoniales, a los que solo tienen acceso las clases dominantes. Para la metalurgia se requiere un especialista a tiempo completo, mientras que las herramientas cotidianas siguen fabricándose a nivel doméstico, con madera o piedra tallada. Tan solo la élite y los personajes de cierto poder social están en disposición de poseer estas armas y conseguir conquistas y defensa personal. Esta diferencia social, fuerza y carisma, acabará convirtiendo a estos personajes en defensores de un territorio y una población, y se empezará a esbozar la figura del héroe.

### Edad del Hierro
Las espadas de hierro se hacen más comunes desde el siglo XIII a. C. Los hititas, los micénicos y la cultura proto-céltica de Hallstatt (siglo VIII a. C.) figuran entre los primeros usuarios de espadas de hierro. El hierro tenía la ventaja de poderse producir en masa, por la mayor cantidad disponible de materia prima. Las primeras espadas de hierro no son comparables con las posteriores de acero; quebradizas, aunque superiores a las armas de bronce, pero su fácil producción y la mayor disponibilidad de materia prima permitían por primera vez el equipamiento de ejércitos enteros con armas de metal, aunque ocasionalmente los ejércitos egipcios de la Edad del Bronce fueron completamente equipados con armamento de bronce. Los herreros aprendieron finalmente que, agregando cierta cantidad de carbón (añadido durante la reducción en forma de carbón de leña) al hierro, podían producir una aleación mejorada (ahora conocida como acero). En la antigüedad existieron varios métodos diferentes de facturación de espadas, entre los que es más conocido el diseño por soldadura (pattern welding). La técnica de diseño por soldadura consistía en unir distintos tipos de acero para mejorar la resistencia y tenacidad del material. En esa época, el acero soldado por forja se encontraba casi exclusivamente en las ranuras centrales que se hacían a las hojas para reducir la masa y mejorar la flexibilidad y equilibrio. Se llegaron a desarrollar diseños intrincados, que eran considerados la marca del maestro herrero.
Con el tiempo, se desarrollaron diversos métodos por todo el mundo.
En el tiempo de la Antigüedad Clásica y los Imperios Parto y Sasánida de Irán, fueron comunes las espadas de hierro. La xifos y la kopis griegas y la gladius romana son ejemplos del tipo, midiendo aproximadamente de 60 a 70 cm. El tardío Imperio romano introdujo la spatha (el vocablo para su empuñadura, spatharius, se convirtió en un rango del tribunal en Constantinopla), más larga, y desde entonces el término espada larga se aplica a las espadas comparativamente largas de sus respectivas épocas.
Las espadas chinas de acero hacen su aparición desde el tercer siglo III a. C. en la Dinastía Qin: encontramos la Dao con solo un filo, en ocasiones traducida como sable o espada ancha, y la Jian de doble filo.

### Edad Media
El tipo spatha permanece extendido durante el periodo de las migraciones y aún en la Edad Media. Las spathas de la era Vendel (Suecia, 550-793) estaban decoradas con motivos germánicos (similares a los de los bracteates – moneda de oro plana, elaborados tras las monedas romanas). La Era Vikinga contempla nuevamente una producción más estandarizada, pero el diseño básico sigue siendo deudor de la spatha.
Solo desde el siglo XI las espadas normandas empiezan a desarrollar los gavilanes o la cruz. Durante las Cruzadas del siglo XII (o XIII) este tipo cruciforme permanece estable, con variaciones que solo afectan a la forma del pomo. Estas espadas estaban diseñadas como armas cortantes, si bien se hicieron comunes puntas efectivas para rebatir las mejoras en la armadura.
Las espadas de un solo filo se popularizaron en Asia. La espada coreana Hwandudaedo, derivada de la Dao china, se conoció en el Medioevo temprano de los Tres Reinos. La Katana japonesa, cuya producción se documenta aproximadamente en el año 900 deriva también de la Dao.

### Baja Edad Media y Renacimiento

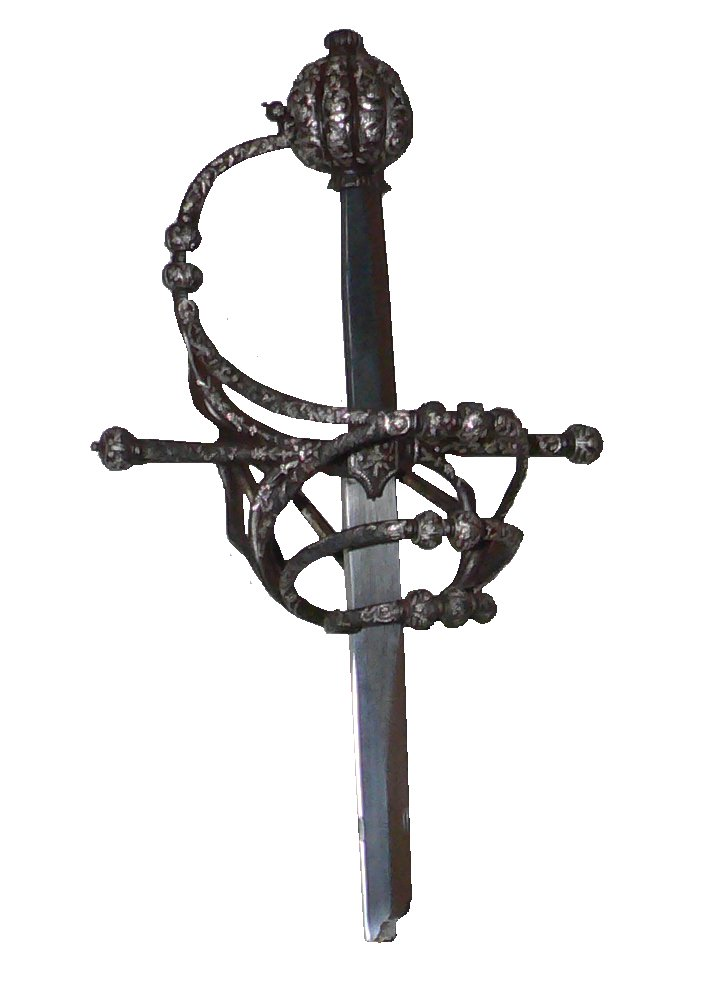
Detalle de la espada ropera, usada en el y en Europa Occidental.

Nuevos diseños de espada - junto a la mejora de la armadura - se fueron desarrollando a un ritmo cada vez más rápido entre 1300 y 1500, durante el Renacimiento. El principal cambio fue el alargamiento de la empuñadura, que permitía el uso ambidiestro, y una hoja más larga. Este tipo de espada, llamada en su tiempo Langes Schwert (en alemán espada larga) o  Spadone, era común hacia 1400, y varios Fechtbücher (libros de esgrima) que se conservan de los siglos XV y XVI ofrecen instrucciones sobre su uso. Otra variante fue la espada especializada en perforar la armadura, del tipo estoque. La espada larga se popularizó por la capacidad de alcance, de corte y empuje, mientras que el estoque lo hizo por su habilidad para alcanzar los huecos entre las placas de la armadura. La empuñadura se envolvía en ocasiones con alambre o piel de animal para ofrecer una mayor sujeción, a la vez que dificultaba la posibilidad de desarme al golpear la mano.
En el siglo XVI, la larga Doppelhänder, hoy llamada Zweihänder (ambos términos germánicos designan el uso de las dos manos), finalizó la tendencia al incremento del tamaño de las espadas (sobre todo por la disminución de las armaduras de placas y el advenimiento de las armas de fuego), y la temprana Edad Moderna vio el retorno a las armas más ligeras, para una sola mano.
La espada fue el arma más personal en este período, la más prestigiosa y la más versátil en el combate cuerpo a cuerpo, pero empezó a declinar su empleo militar debido a que la tecnología cambió la guerra. No obstante, mantuvo un rol principal en la autodefensa civil.

### Edad Moderna y Contemporánea

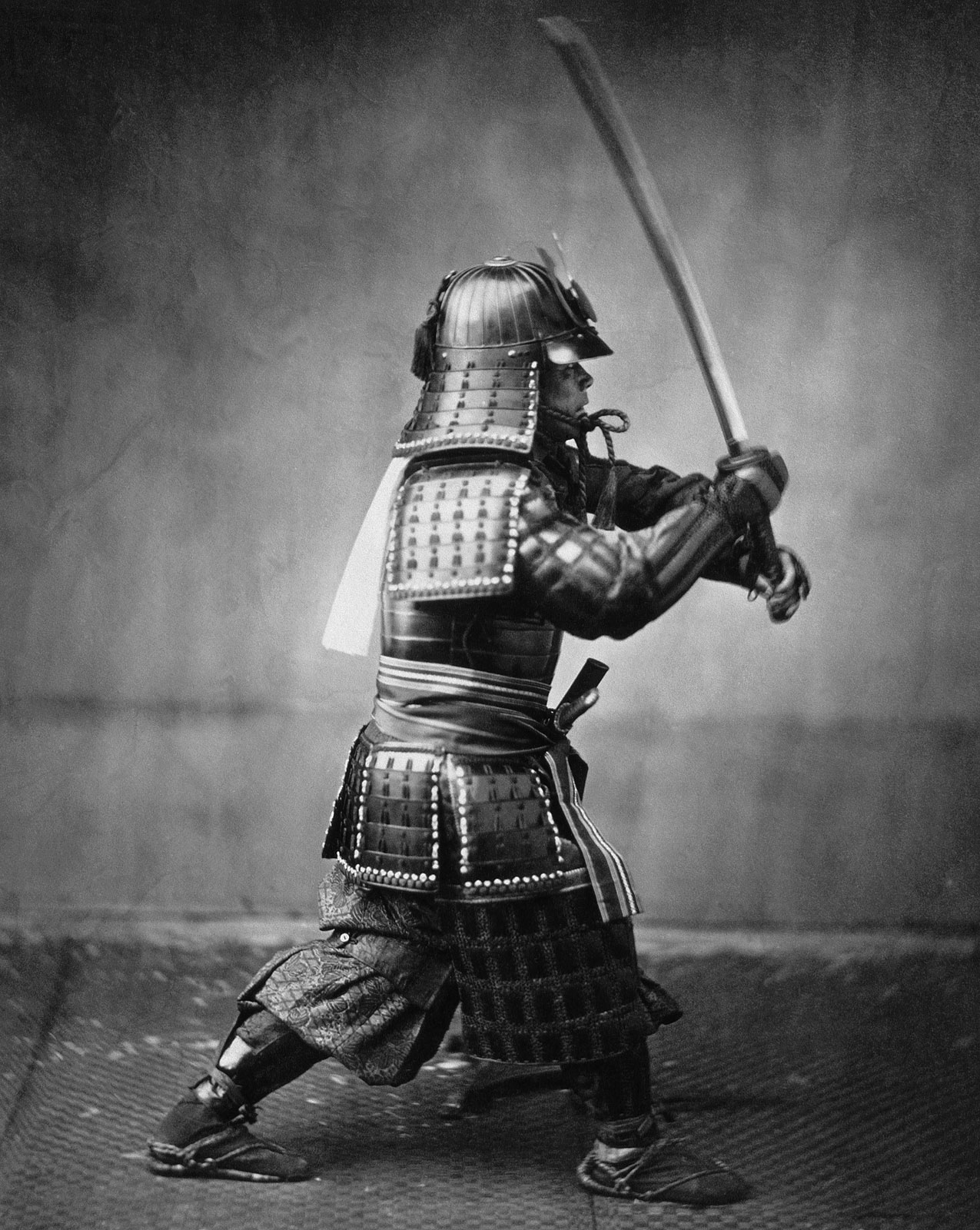
Samurái con katana

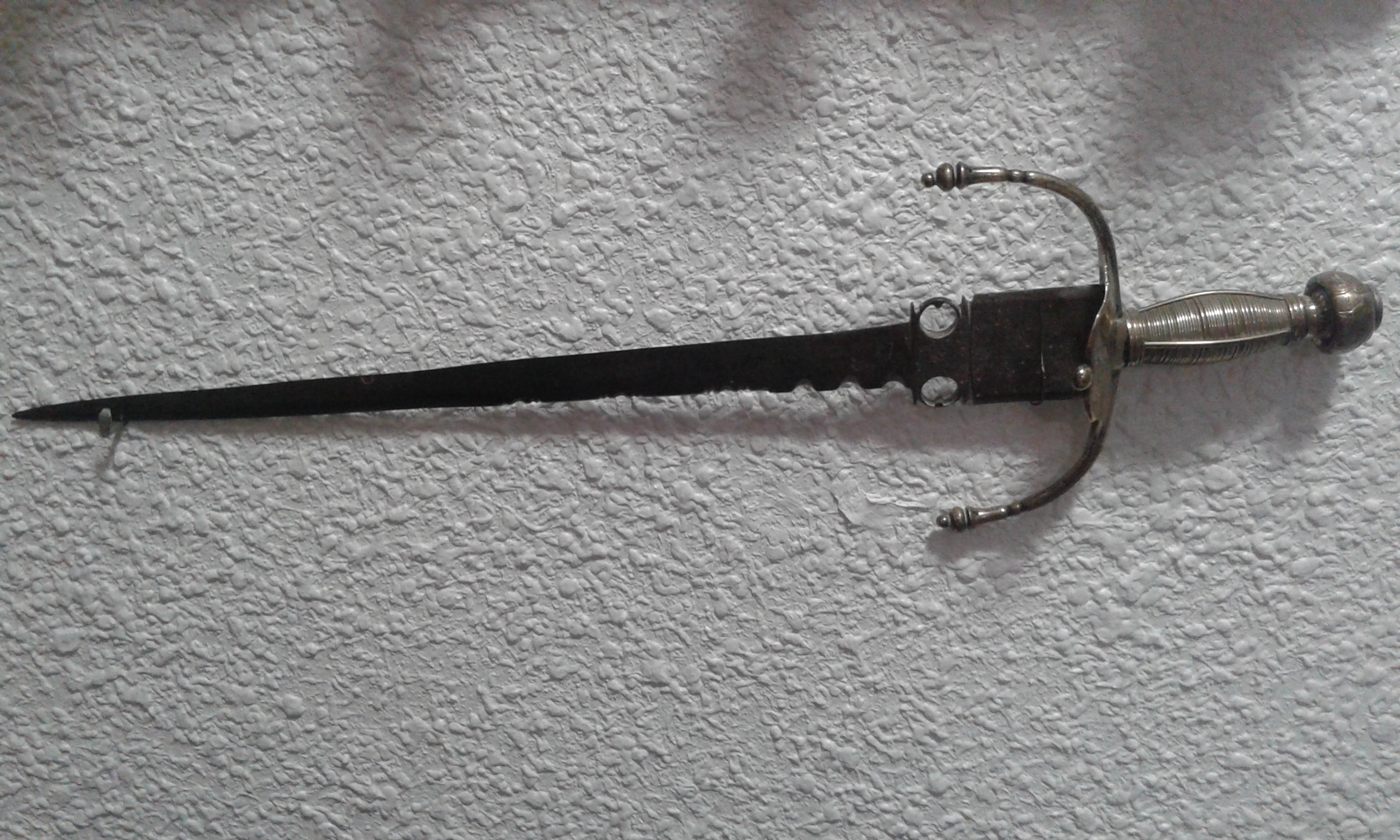
Espada española del tipo misericordia, empleada por los soldados españoles del para rematar a los enemigos heridos de muerte

Se cree que el rapier evolucionó de la española espada ropera en el siglo XVI. El Rapier (estoque) difiere de las espadas más antiguas en que no se trata de un arma militar, sino de uso civil. Tanto el Rapier (estoque) como la Schiavona italiana desarrollaron la cruz en forma de cesta para proteger la mano. Durante los siglos XVII y XVIII, la Smallsword, más corta, se convirtió en un accesorio esencial en Europa y el Nuevo Mundo, y la mayoría de los hombres ricos y oficiales militares portaban una. Tanto la Smallsword como el Rapier (estoque) siguieron siendo las espadas de duelo más populares hasta bien entrado el siglo XVIII.
Cuando el vestir espadas pasó de moda, los bastones tomaron su lugar en el armario de los caballeros. Algunos modelos de bastón (conocidos como bastones espada) incorporaban una hoja escondida. La Canne, arte marcial francés, se desarrolló como una técnica de lucha con bastones y bastones-espadas, hasta convertirse en un deporte.
Hacia el fin de su vida útil, la espada sirvió más como un arma de autodefensa que para un uso en la batalla, y la importancia militar de las espadas decreció durante la Edad Moderna, lo que se convirtió en un símbolo de poder para los oficiales. Incluso como arma personal, la espada empezó a perder su preeminencia a finales del siglo XVIII principios del siglo XIX, paralelamente al desarrollo de armas de fuego personales y fiables.
Las espadas siguen en uso, pero cada vez más limitadas a dignatarios oficiales militares y uniformes ceremoniales. A pesar de ello, muchos ejércitos conservaron sus armadas de caballería pesada hasta después de la Primera Guerra Mundial. Por ejemplo, el ejército británico adoptó formalmente un nuevo diseño de espada de caballería en 1908, casi el último cambio de armamento antes del estallido de la guerra. Las últimas unidades de caballería pesada británica no pasaron a los vehículos armados hasta 1938. Las espadas y otras armas dedicadas a la melé fueron empleadas ocasionalmente por varios países durante la Segunda Guerra Mundial, si bien como arma secundaria por su desfase ante el armamento contemporáneo.

## Instrumentos de castigo

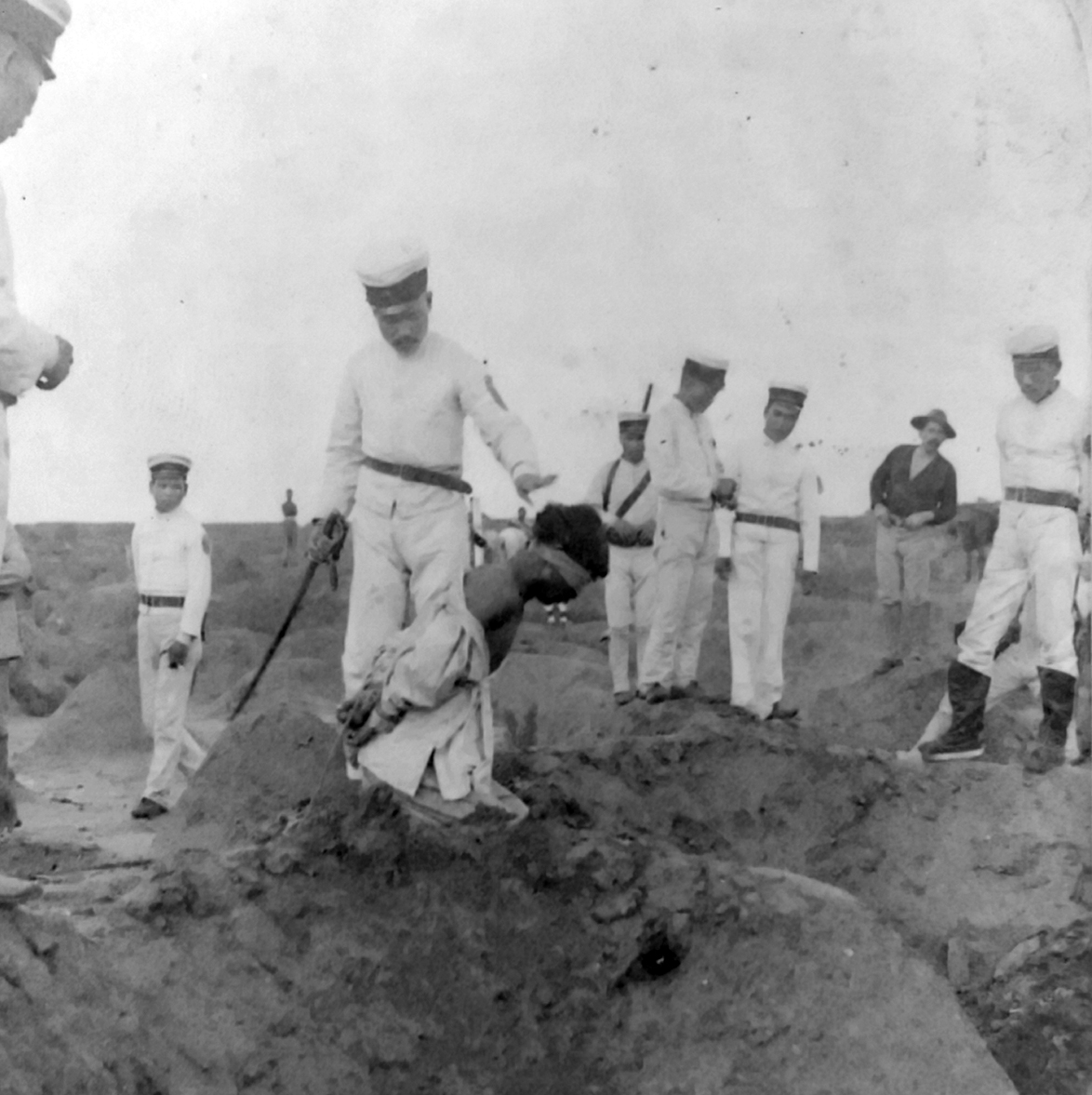
Pena de muerte por decapitación, con espada.

Las espadas genuinas pueden usarse para administrar una diversidad de castigos físicos: penas capitales por decapitación o la amputación de miembros. En Escandinavia, en donde por tradición se aplicaban los castigos con la espada, los nobles eran decapitados con una espada y los plebeyos con un hacha.
En Asia se puede ver un empleo similar a la espada. El shinai, una espada de práctica, es también usado como instrumento de azotes, muy común en escuelas extracurriculares privadas.

## Morfología y terminología
La espada consta de la hoja y la empuñadura. El término de vaina designa la cubierta de la hoja de la espada, donde reposa cuando no está en uso.

### Hoja

Hojas de espada

Tres tipos de ataques pueden realizarse con la hoja: punzar, cortar y rasgar. La hoja puede tener doble filo o un solo filo; esta última puede tener un falso filo cerca de la punta. Al manejar la espada, el filo verdadero o lado más largo es el que se usa para punzadas en recto o estocadas, mientras que el filo falso o lado más corto se emplea para contraatacar. Algunas empuñaduras tienen el filo en la parte más larga, en tanto que las empuñaduras más simétricas permiten el intercambio del lado corto y del lado largo simplemente girándola.
La hoja puede tener muescas o acanalamientos conocidos como fullers o abatanadores, que dan ligereza a la hoja y permiten a su vez mantenerla fuerte y rígida. La hoja puede estrecharse de forma más o menos aguzada hacia la punta, utilizada para punzar. La parte de la hoja entre el centro de percusión (CoP) y la punta se le conoce como punto débil de la hoja. La sección entre el centro de balance (CoB) y la empuñadura es conocida como punto fuerte de la hoja. La sección entre el CoP y el CoB es la parte media de la hoja. El recazo, también conocido como ricasso u hombro, es la pequeña sección de la hoja inmediata hacia la guarda que se encuentra completamente sin filo, y puede ser presionada con un dedo para aumentar el control de la punta. Muchas espadas no tienen recazo. En algunas armas largas, como la Zweihänder alemana, una cubierta de piel envuelve al recazo, y un espadachín puede extender ahí su dedo para manejar mejor la espada en combate cercano.
El recazo contiene normalmente la marca del herrero de la espada. En las hojas japonesas, esta marca aparece en la espiga (parte de la hoja que se extiende dentro de la empuñadura) bajo el mango. En el caso de una espiga de cola de rata, el herrero de la espada suelda una delgada vara al final de la hoja hacia la guarda. Esta varita llega hasta la empuñadura (finales del siglo XX y construcciones posteriores). Esto ocurre de manera más común en réplicas decorativas, o espadas baratas de ornato. Las espadas tradicionales no usan este método de construcción, ya que puede romperse fácilmente el punto de soldadura.
En la elaboración tradicional, el herrero de la espada forja la espiga como parte de la espada. Las espigas tradicionales van a través de la empuñadura, dándole mayor durabilidad que la espiga cola de rata. Los herreros colocan dicha espiga al final del pomo de la espada, o en ocasiones sueldan la empuñadura con la espiga y la parte final de esta la atornillan al pomo de la espada. Este estilo es conocido como de espiga estrecha u oculta.
Las réplicas modernas, menos tradicionales, de las espadas tienen en ocasiones el pomo atornillado, o una nuez del pomo sujeta la empuñadura y permiten desmantelarla. La espiga completa (más común en cuchillos y machetes) tiene el mismo ancho que la hoja y cuenta con el mismo grosor del mango. En las espadas europeas o asiáticas vendidas en la actualidad, muchas espadas anunciadas como de espiga completa son en realidad de espiga cola de rata.
A partir del siglo XVIII, la espada se creó para cortar, esto es, la parte afilada de la hoja se curvaba con un radio igual a la distancia del cuerpo del espadachín que la iba a usar. Esto permitía que la hoja tuviera un efecto de sierra más que de simple corte. En las espadas europeas, que se usan con toda la longitud del brazo, su radio de curvatura era de aproximadamente un metro. Las espadas de Medio Oriente, al usarse con el brazo flexionado, tenían un radio más pequeño.

### Empuñadura

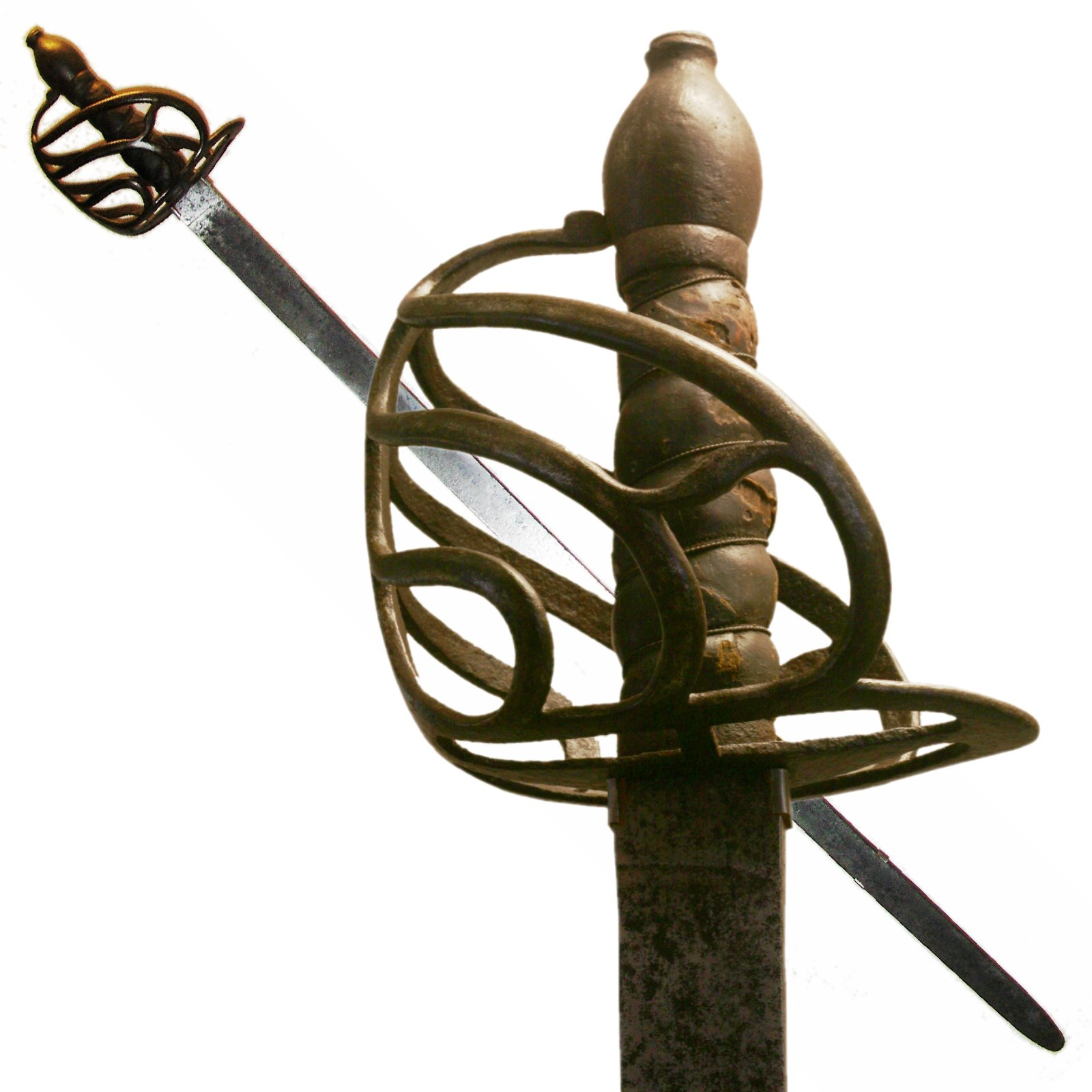
Empuñadura

Por empuñadura se comprende toda la parte de la espada que permite el control y manejo de la hoja y consiste del mango, el pomo y una guarda simple o elaborada. Las espadas de la era postvikinga constaban únicamente de una guarda cruzada (llamada empuñadura en cruceta).
El pomo, además de mejorar el balance de la espada y del mango, podía usarse como un instrumento de ataque en el corto alcance. El pomo también podía tener borlas o nudos de la espada.
La espiga es la extensión de la estructura de la hoja a través de la empuñadura.
La guarnición, guardamano o guarda, es la defensa, también en otras armas blancas, que se pone para proteger la mano.
Un gavilán es un hierro que sale de la guarnición de la espada para defender tanto la mano como el resto del cuerpo de los golpes del contrario. Normalmente hay dos, formando así una cruz.

### Vaina

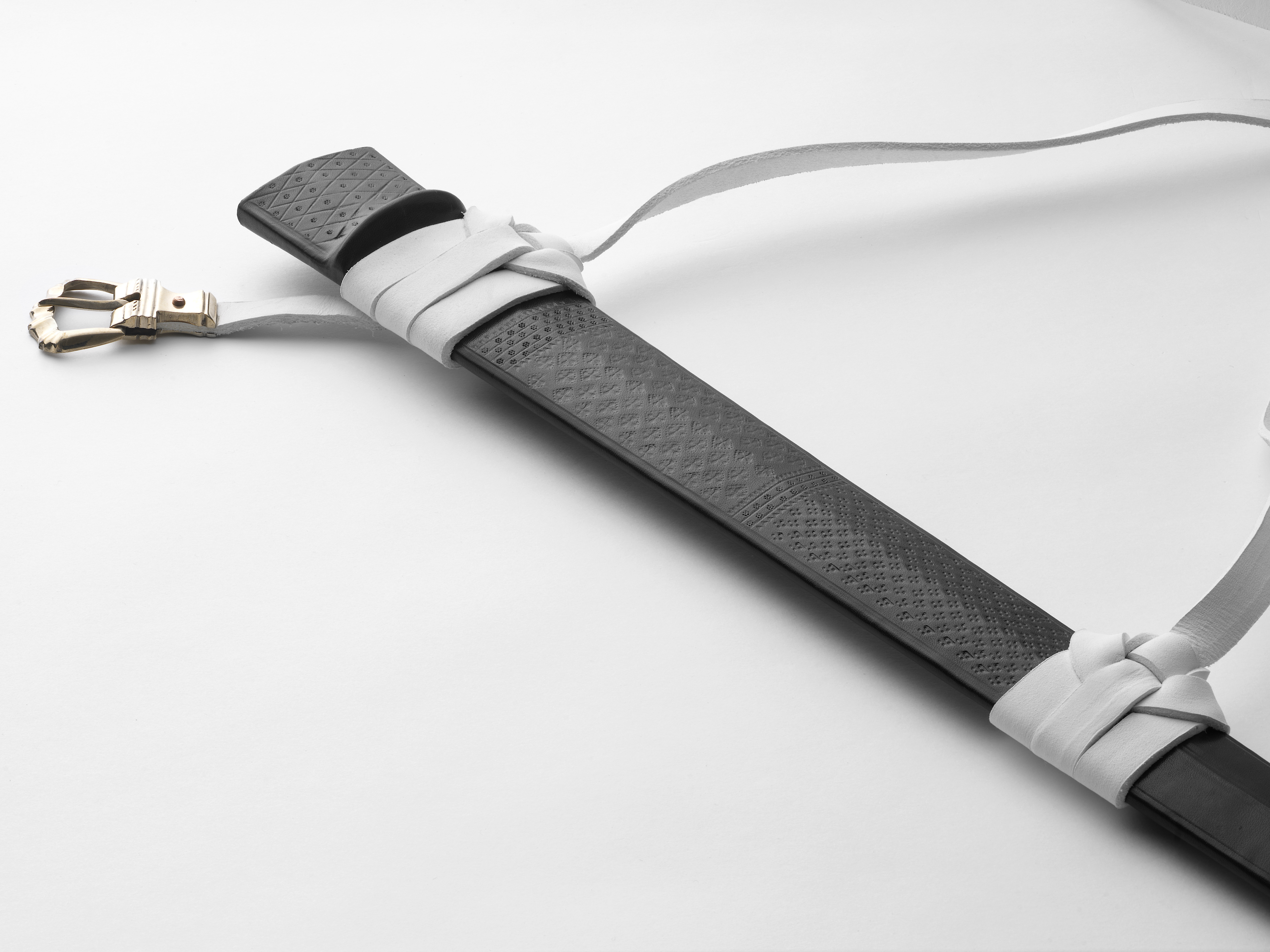
Vaina

La vaina es la cubierta protectora en la cual reposa la espada. En todo el milenio, la vaina ha sido elaborada de diversos materiales, incluyendo piel, madera y metales, como bronce y acero. La abertura de la vaina por donde se introduce la hoja se llama garganta y forma parte de toda la montura de la misma vaina, en la cual lleva un gancho o un anillo que facilita la entrada de la espada.
En las vainas de piel generalmente está protegida por una punta de metal, en la cual descansa la punta de la hoja de la espada.
La vaina, ya sea de metal o de piel, brinda una protección extra a través de una extensión llamada cuña o zapato.

## Espadas de un solo filo y espadas de doble filo
Como ya se ha indicado anteriormente, los términos espada larga, gran espada y la Claymore gaelica se relacionan a una era en especial, y cada término designa un tipo particular de espada. Una espada es en sentido estricto una hoja recta de doble filo diseñada para cortar y rasgar. Sin embargo, de manera general, el término se ve modificado por las diversas influencias culturales. Casi todos los investigadores designan a las espadas de un solo filo, como las armas asiáticas, con la palabra de espada, por el prestigio que comparten de sus contrapartes europeas.
Los europeos también se refieren de manera frecuente a sus espadas de un solo filo como espadas, incluyendo a los sables y floretes. Los otros términos (cimitarra, mandoble, tranchete, chafalote, espada mortuoria) son para referirse en esencia al mismo tipo de arma, pero la diferencia de nombre se debe a sus distintos usos en distintas épocas.

### Espadas a una mano
- Espadas de la Edad del Bronce, longitud 60 cm, un solo filo.
- Espadas de la Edad del Hierro, Xifos, Gladius y Jian, similares en forma a las espadas de la Edad del Bronce.
- Spatha longitud de 80 a 90 cm.
- El arma clásica de la Europa medieval, de entre 85 y 115 cm.
- La espada suiza Baselard del Medioevo tardío, la Cinquedea italiana del Renacimiento y la Katzbalger alemana esencialmente reintrodujeron la funcionalidad de la spatha, coincidiendo con el fuerte movimiento cultural de la emulación del mundo clásico.
- Las espadas de cortar y rasgar del Renacimiento, parecidas a las antiguas espadas pero mejor balanceadas para un mejor corte.
- Las espadas ligeras para duelo, como la daga y la espada pequeña, aún vigentes hoy en día.
- Espada corta japonesa o Wakizashi.
- La Ida de la tribu yoruba del oeste de África. También usada como espada a dos manos.
- La Cimitarra árabe, similar al shamshir persa.
- El Kalis o Kris del este de la India, con una hoja de doble filo de 80 a 90 cm.
- La Ninjato, también japonesa, era recta, un poco más larga en el mango y un poco más corta en la hoja, haciéndola levemente tosca pero mucho más práctica dependiendo de la habilidad del usuario; los espías y a la vez asesinos profesionales del Japón feudal conocidos como Ninjas, la utilizaban más como herramienta que como arma en sí, debido a su estricto entrenamiento en evitar el conflicto y el combate innecesario.

### Espadas a dos manos
- Espada larga y espada bastarda del medievo y el Renacimiento.
- La Katana de Japón, con una hoja de un solo filo, orientada fuertemente hacia el corte.
- Doppelhänder o Zweihänder del siglo XVI (en alemán espada de doble mano o a dos manos).
- La espada china anticaballería Zhanmadao de la Dinastía Song.
- Espada de la Escocia de las Tierras Altas, Claymore (o Claidheamh mór-gáidhlig, gran espada) en uso hasta el siglo XVII.
- Cabezona Navarra , un arma originaria de Corella, con 40 cm de funcicion gris.

## Tipos de espadas
Para extender la definición e historia de la espada en sus múltiples variantes, y cada una con sus particularidades y culturas, véanse las siguientes entradas:
- alfanje
- bracamarte
- Claymore
- espada ropera
- espada de taza
- espada de cesta
- espada flamígera
- espadín
- Tuqsina (espada inca)
- estoque de toreo
- estoque medieval
- falcata
- florete
- Gladius
- Jian
- Khopesh
- mandoble
- Misericordia (espada)
- montante
- Ninjato
- espada bastarda o espada de mano y media
- espada larga
- espadón
- Ronfea
- Sica
- Schiavona (Esclavona o Veneciana)
- Spatha
- verduguillo

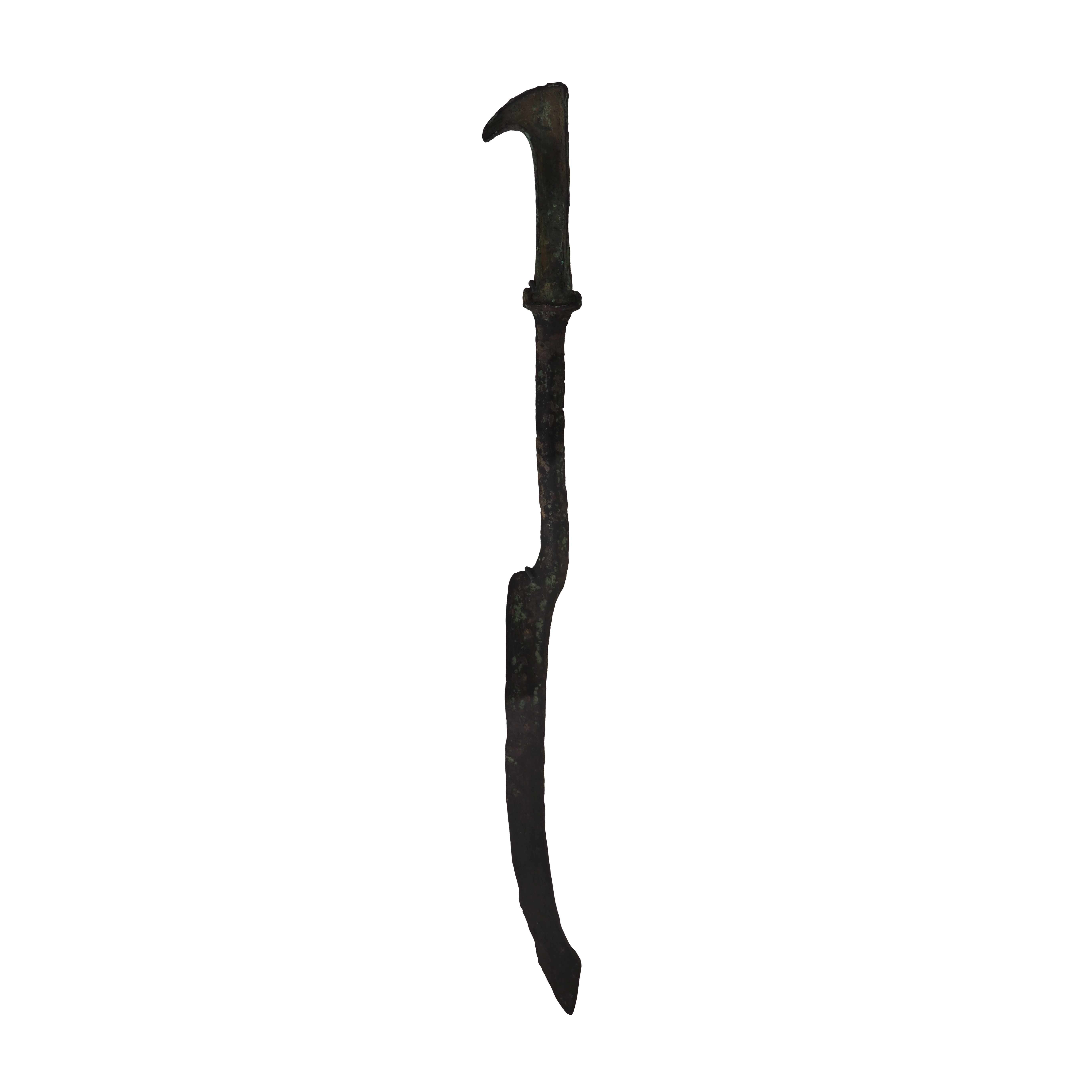
Khopesh de la Edad de Bronce
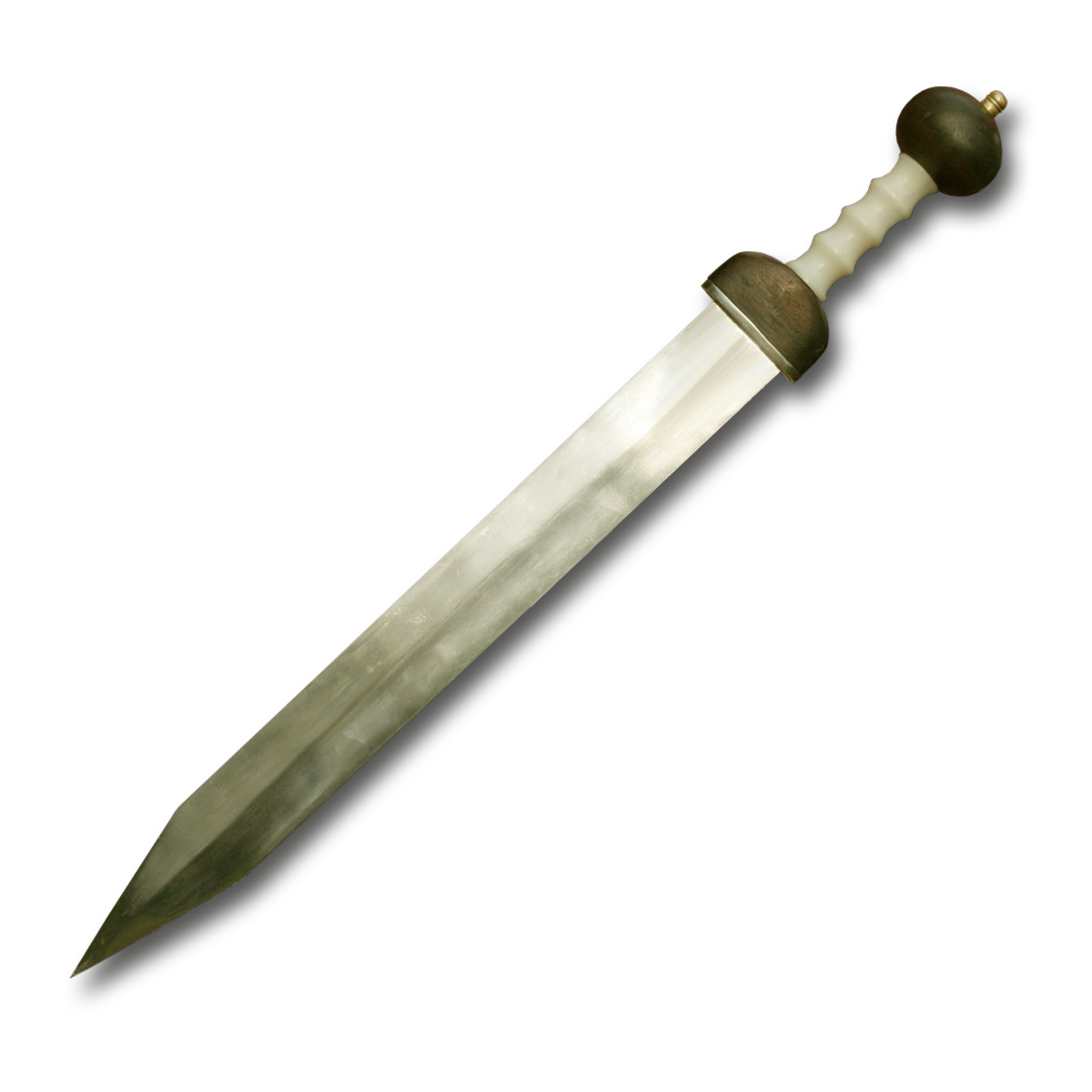
Gladius romano
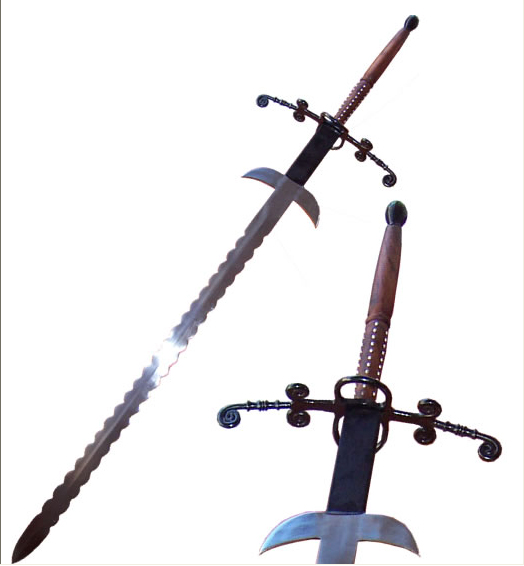
Mandoble flamígero
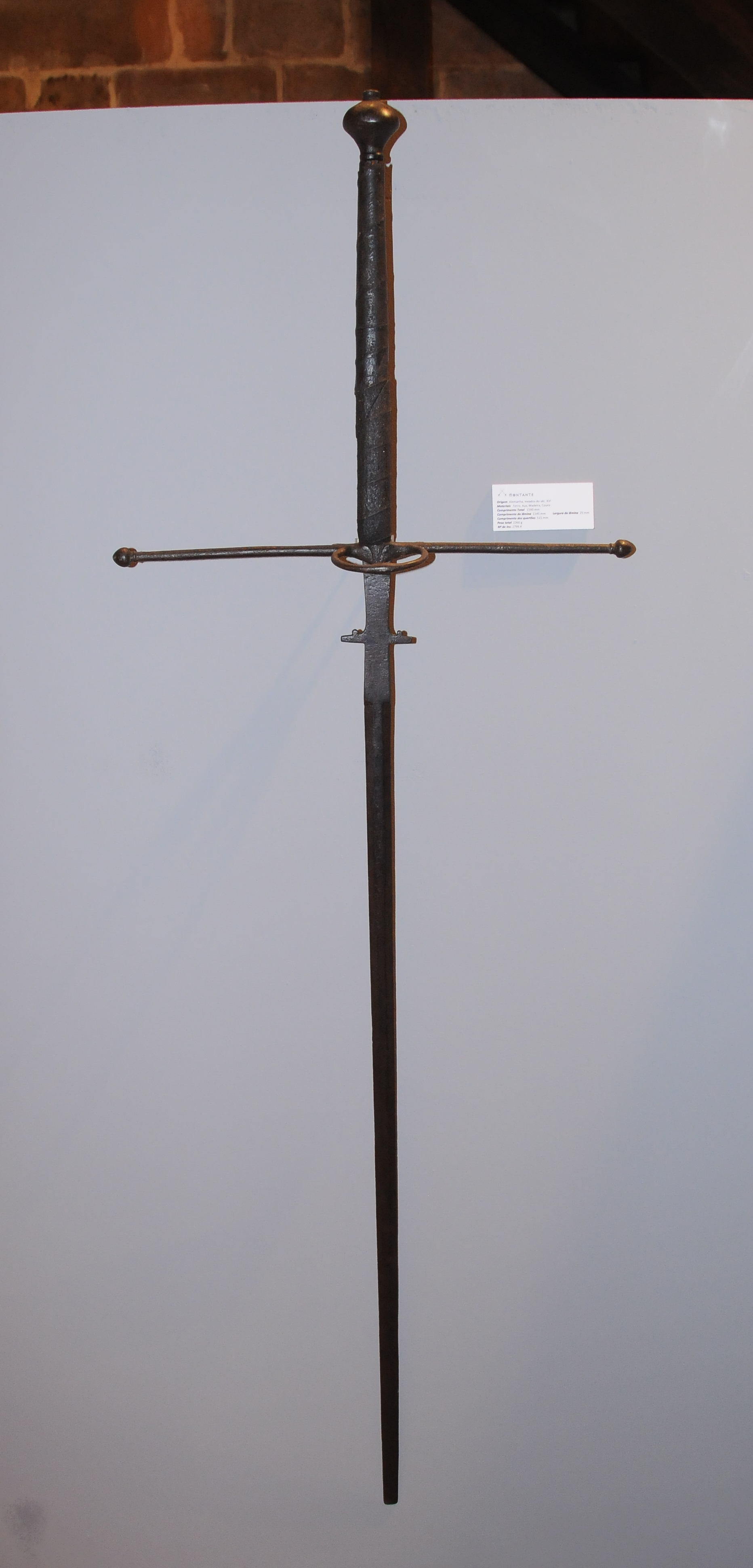
Montante alemán de mediados del s. XVI
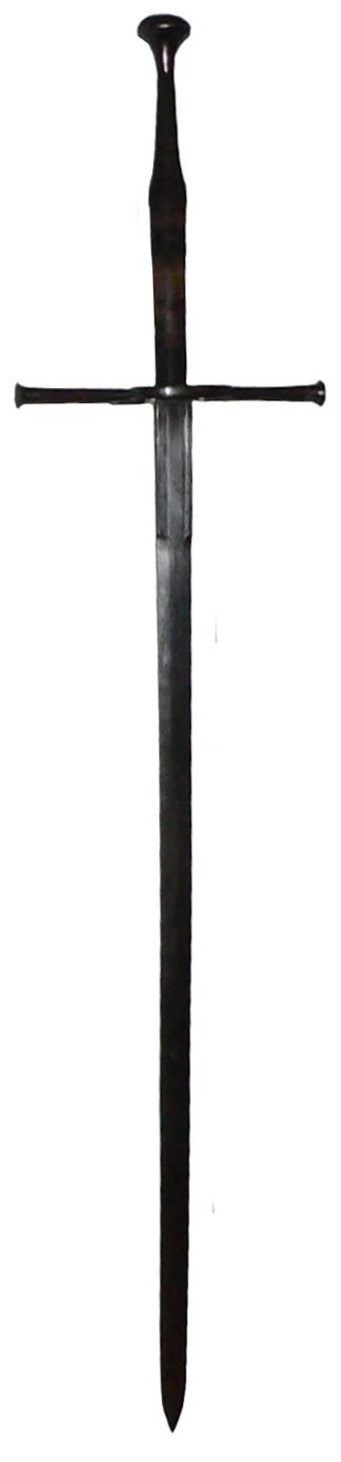
Espadón
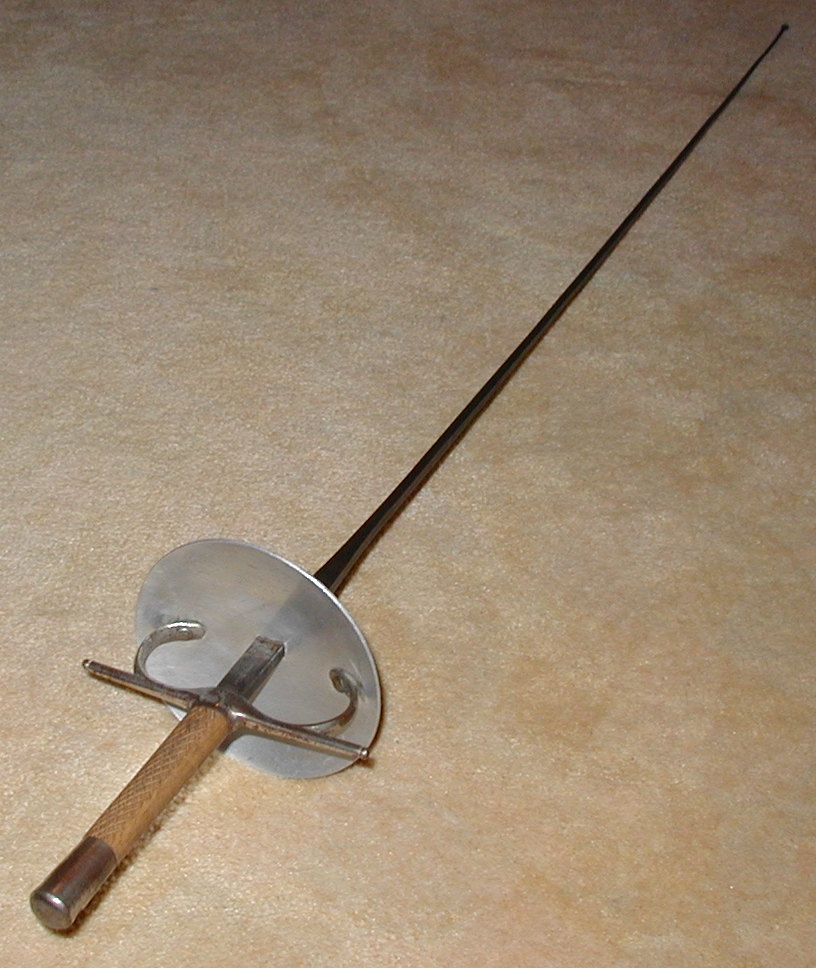
Florete
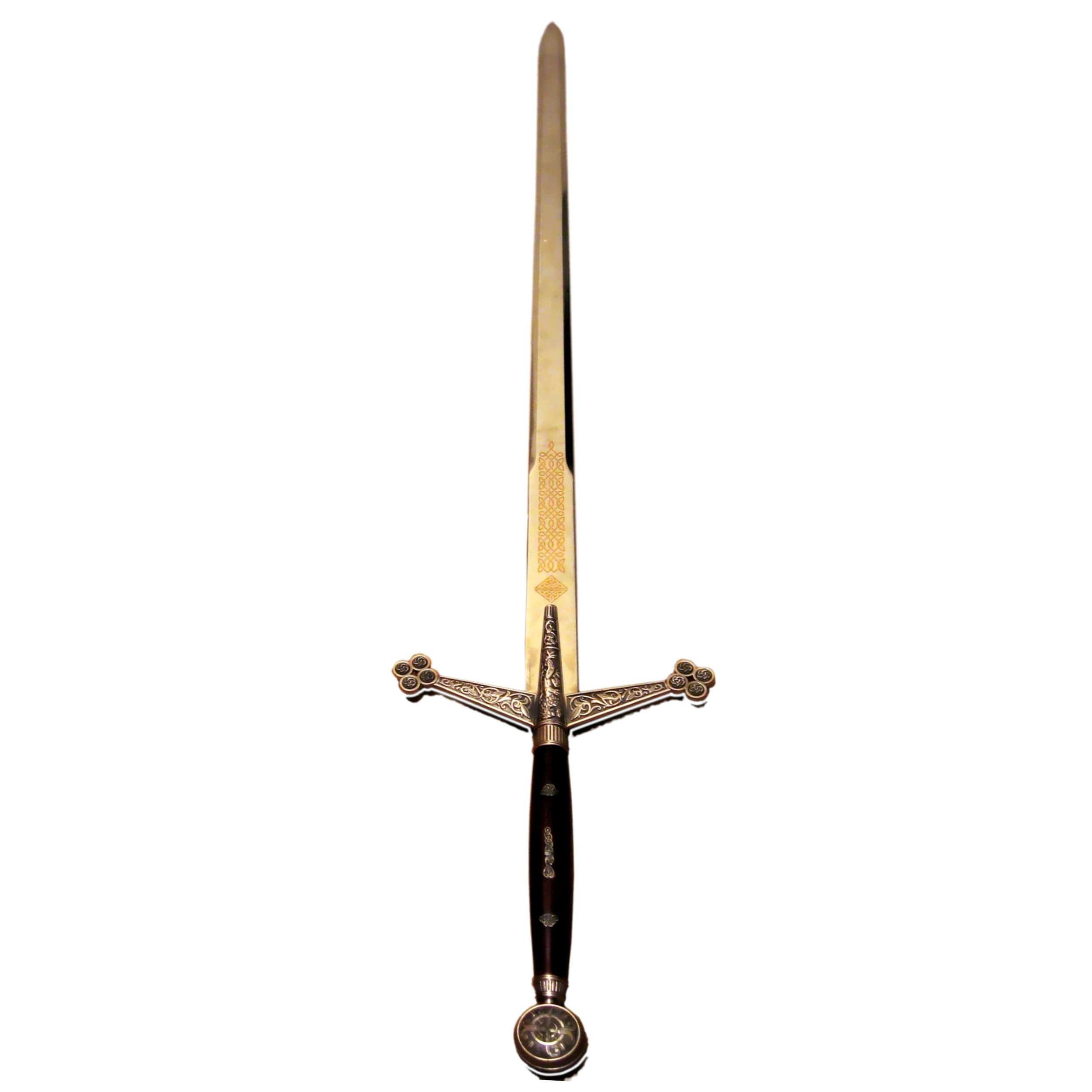
Réplica de un claymore
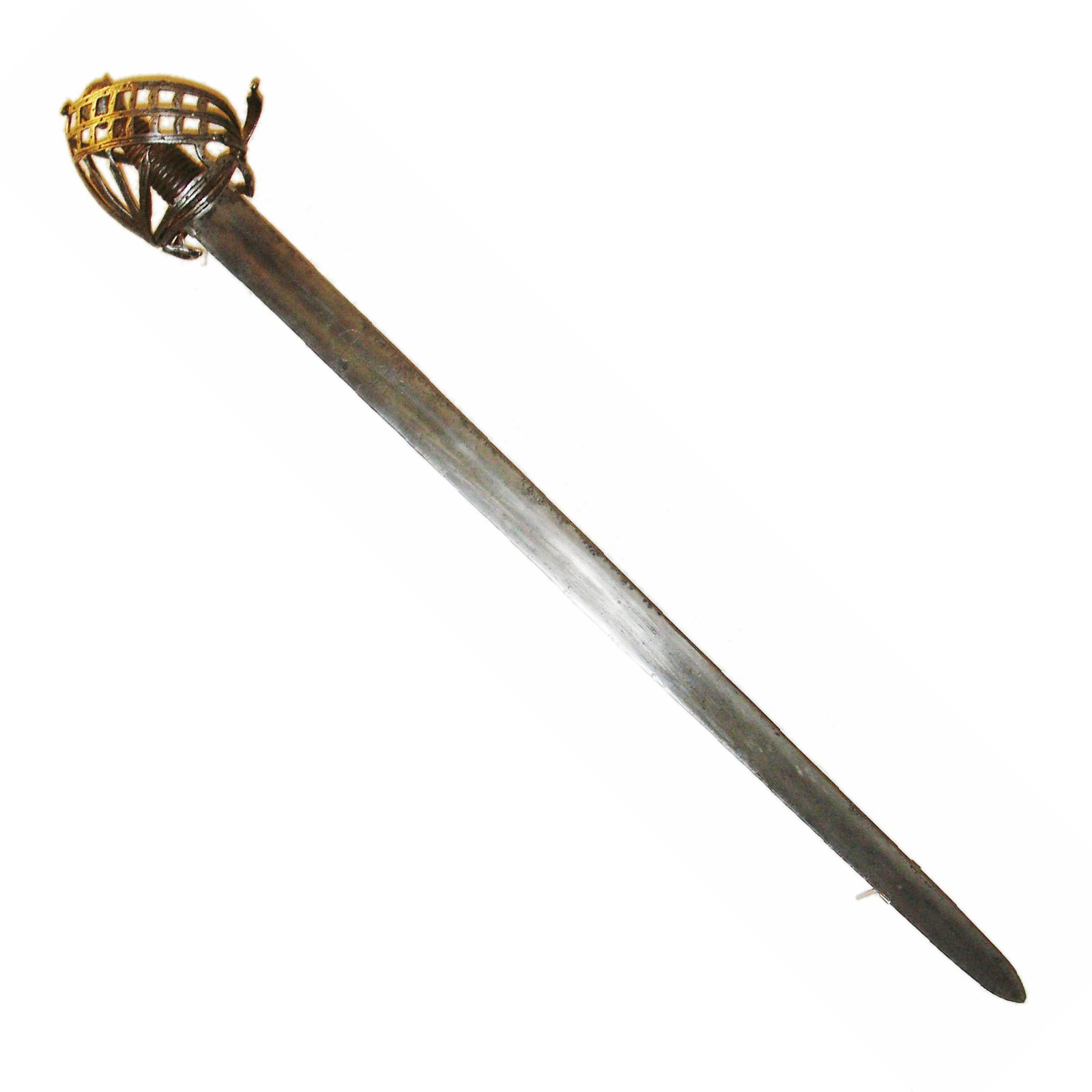
Schiavona veneciana de finales del s. XVII
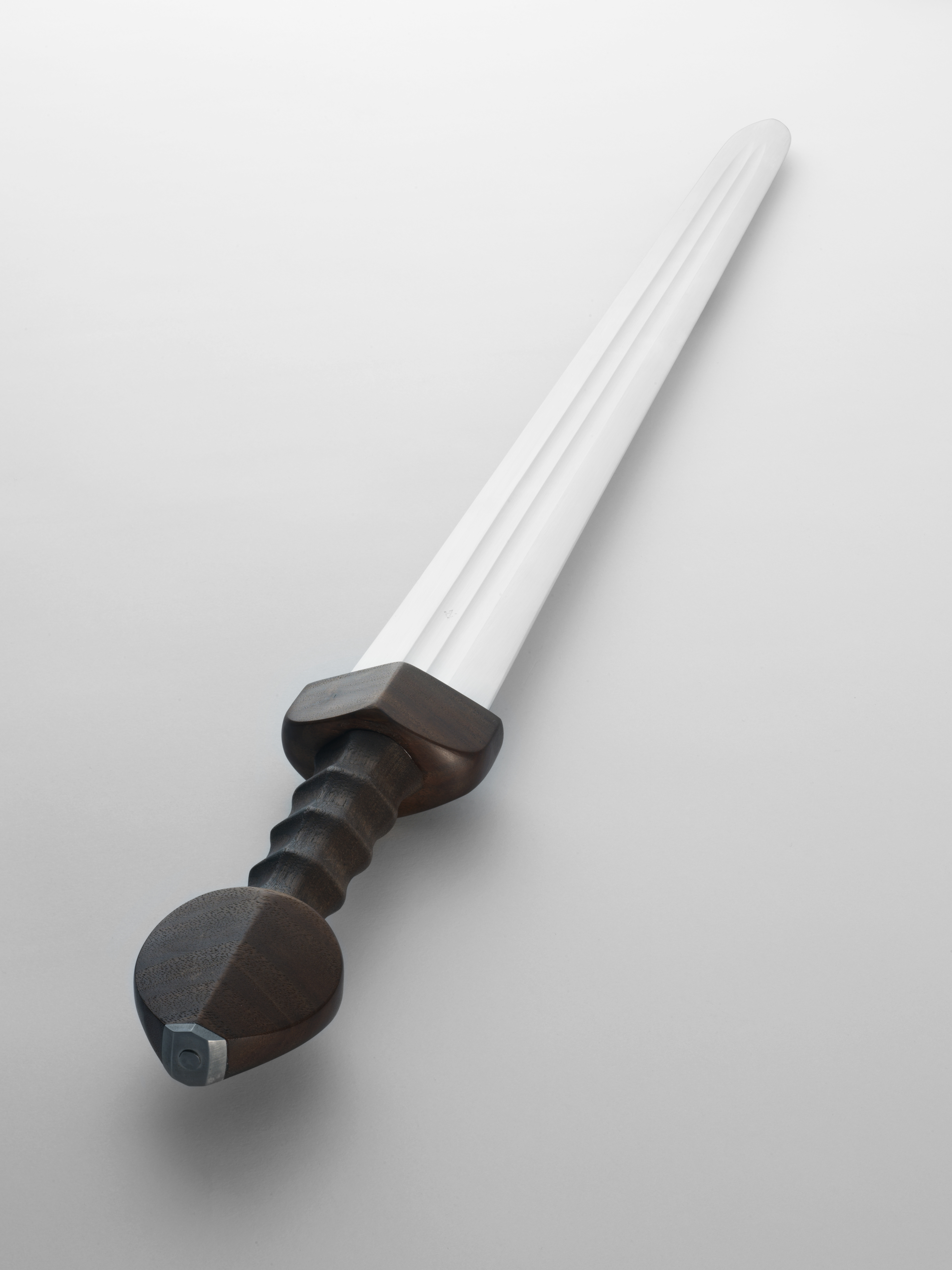
Spatha
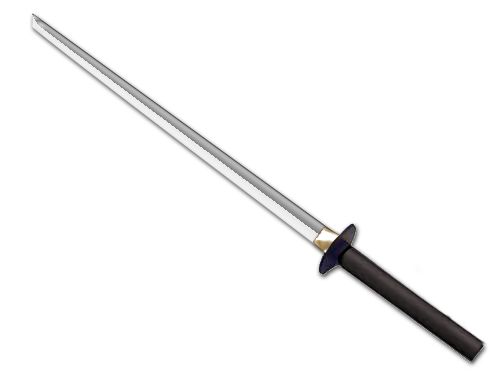
Ninjato
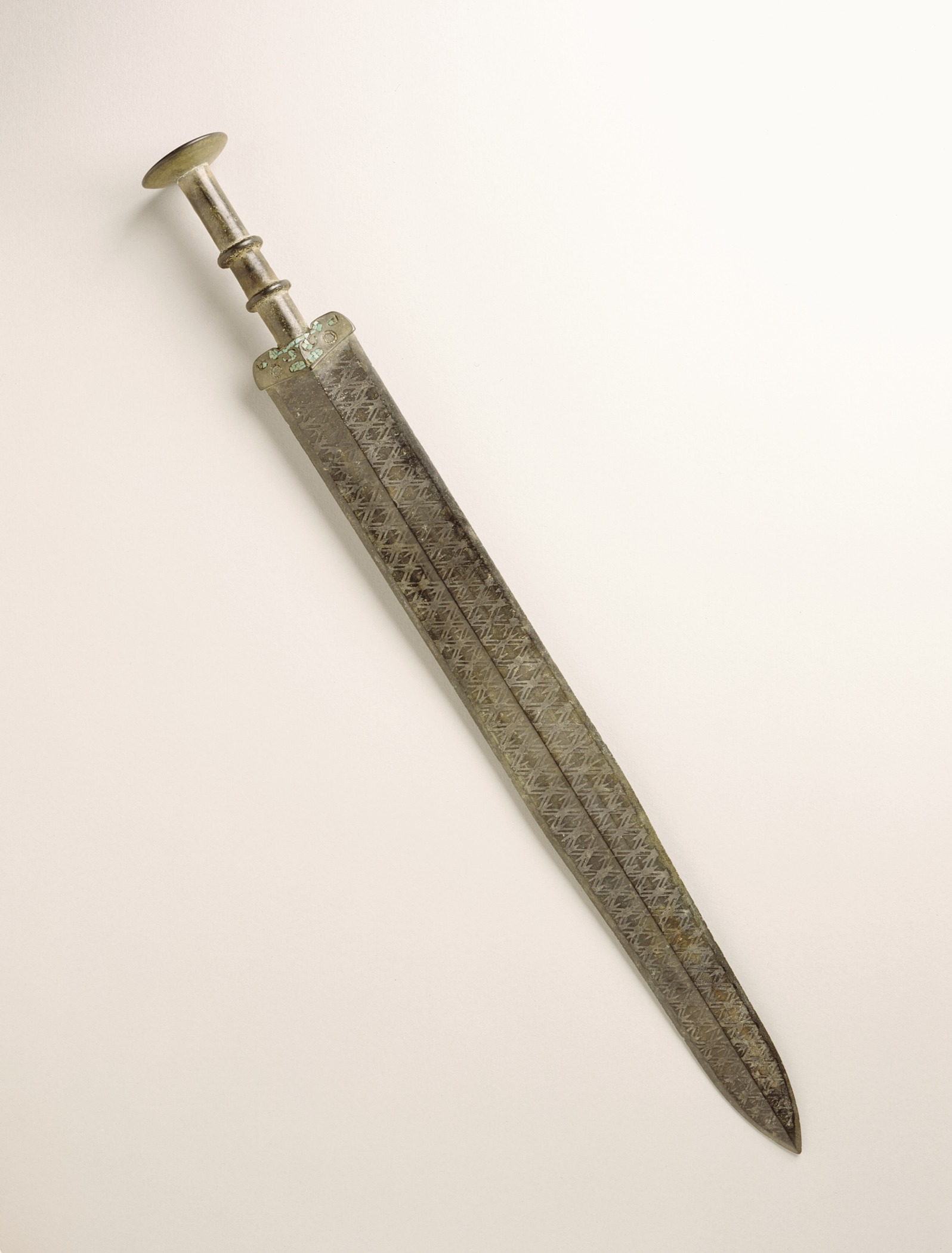
Jian de la dinastía Zhou (481-221 a. C.)
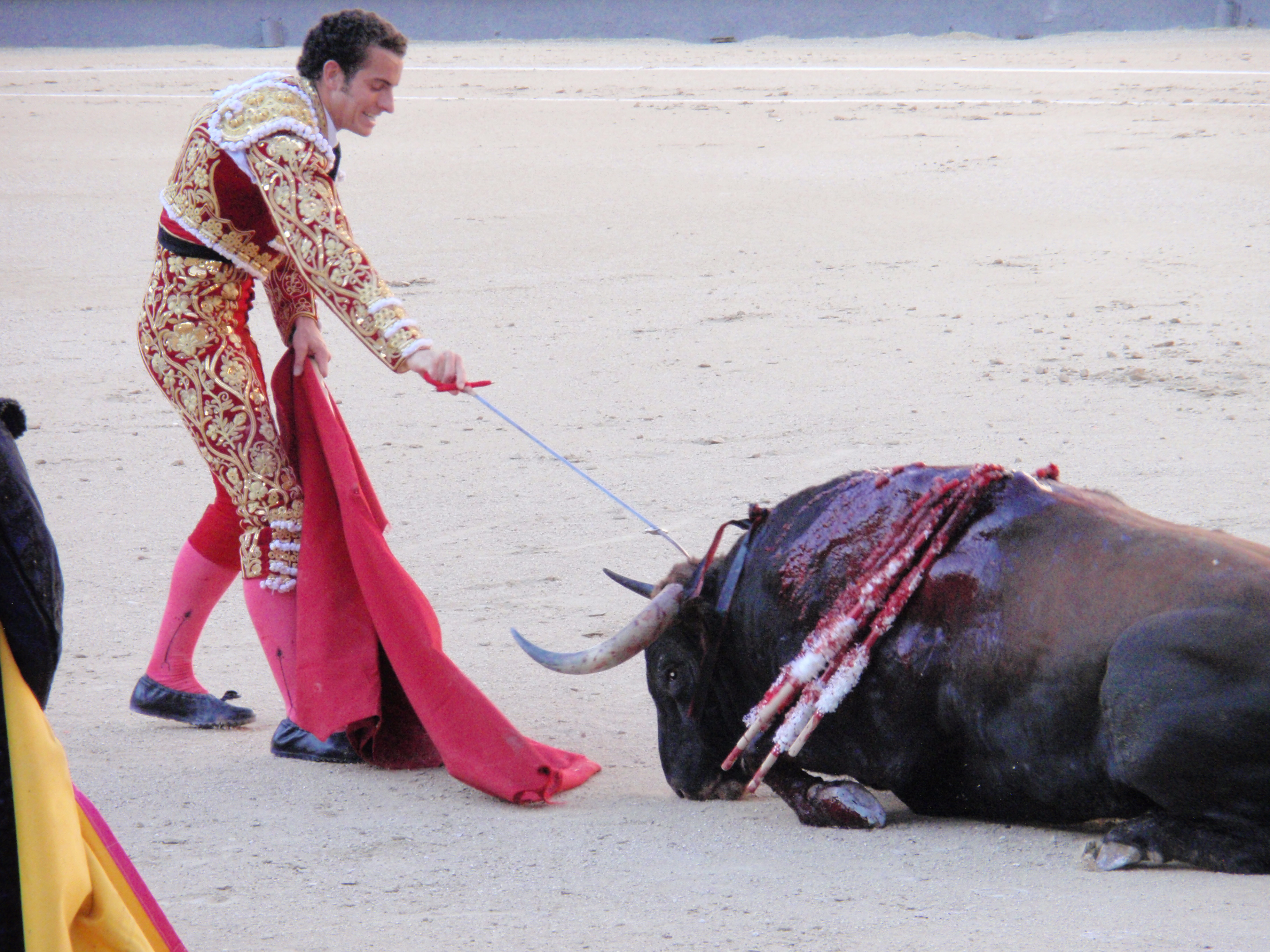
Torero utilizando el estoque

## Tipos de sables
Entre los sables (espada curva de generalmente un solo filo) se pueden distinguir:
- Alfanje
- Cimitarra
- Dao
- Flissa
- Iaitō (居合刀)
- Katana
- Machete
- Poluwar
- Saif
- Shamsir
- Sable modelo 1829
- Talwar
- Wakizashi
- Yatagán
- Ninjatō

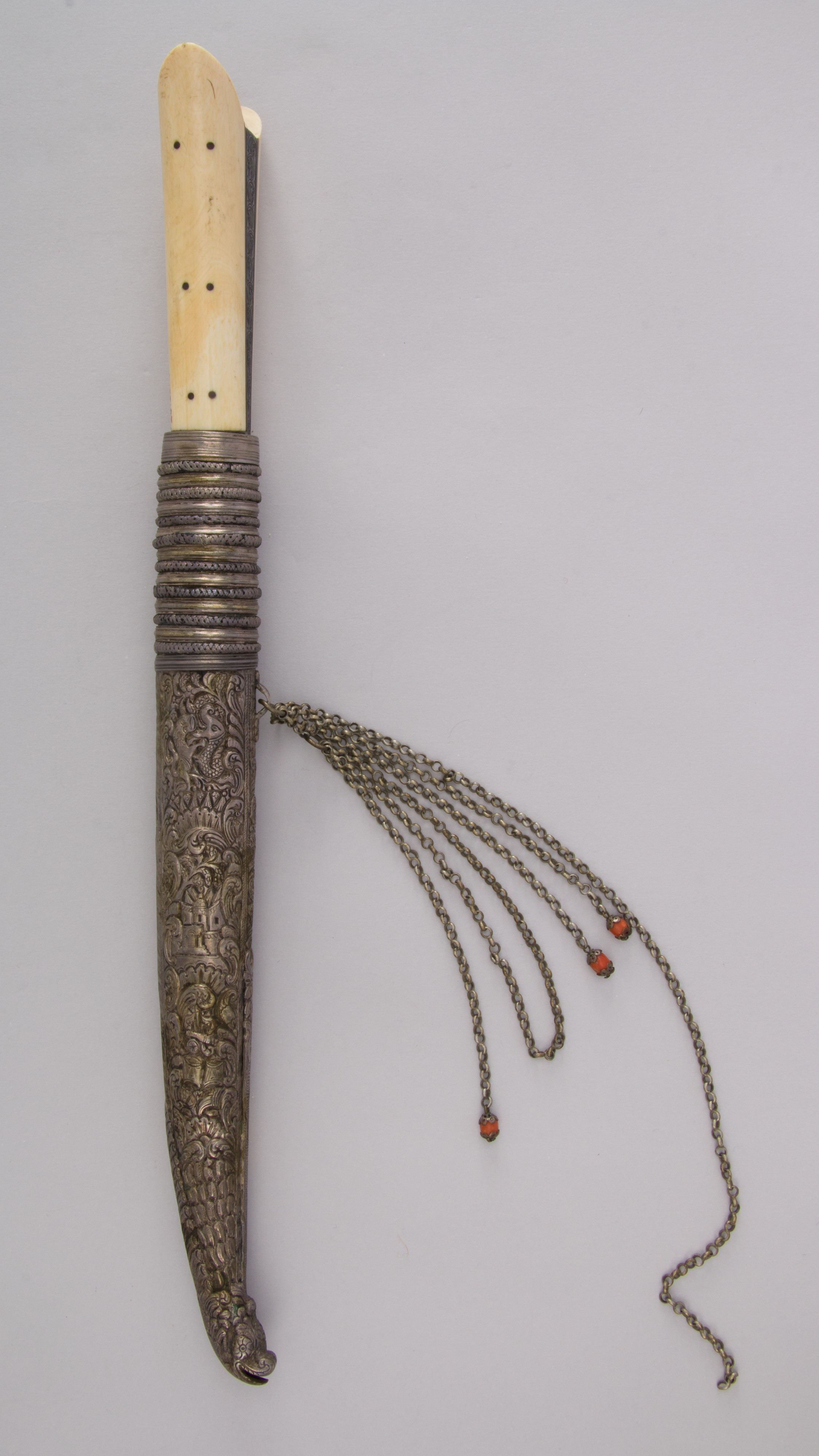
Yatagán del s. XVIII
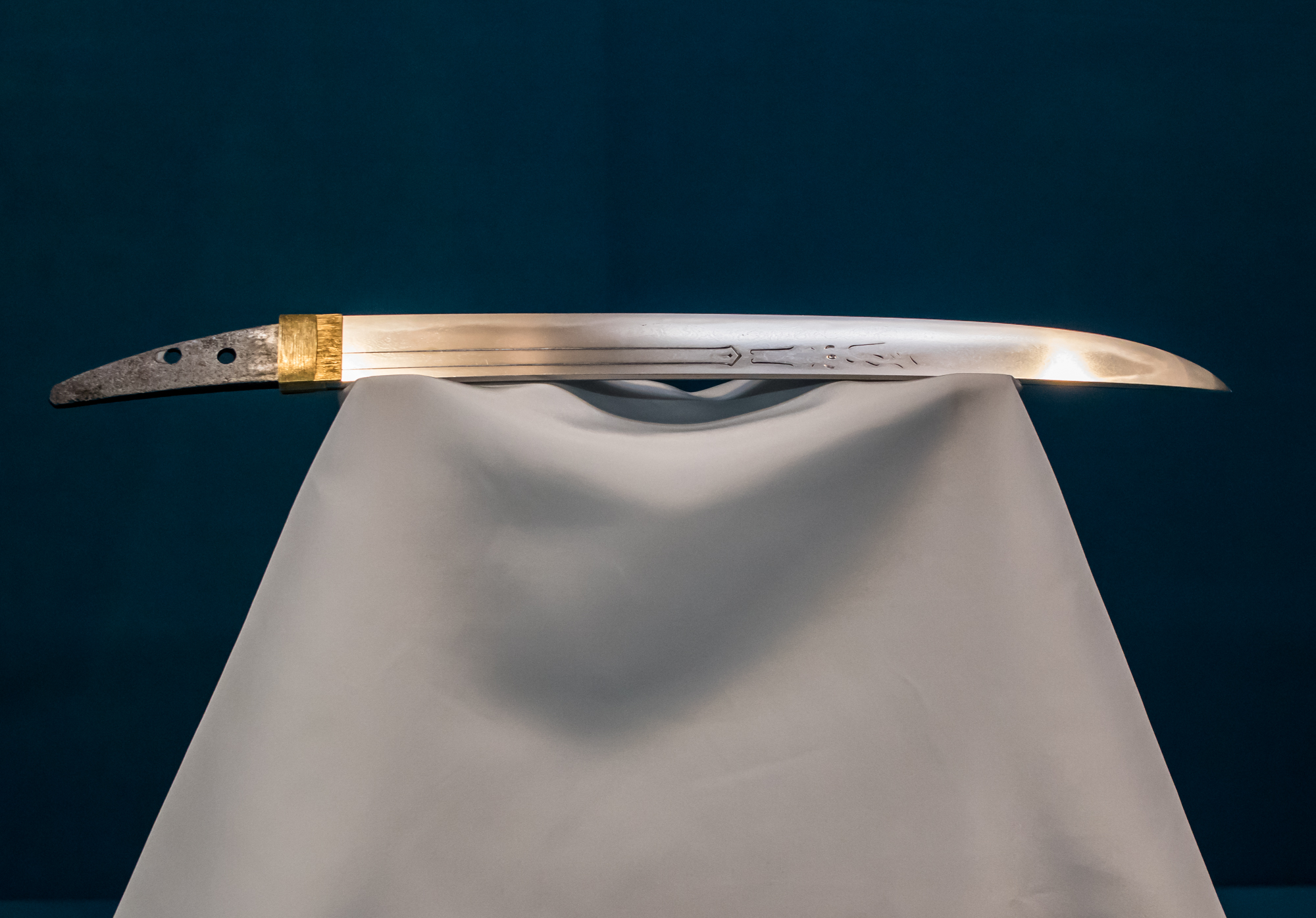
Wakizashi
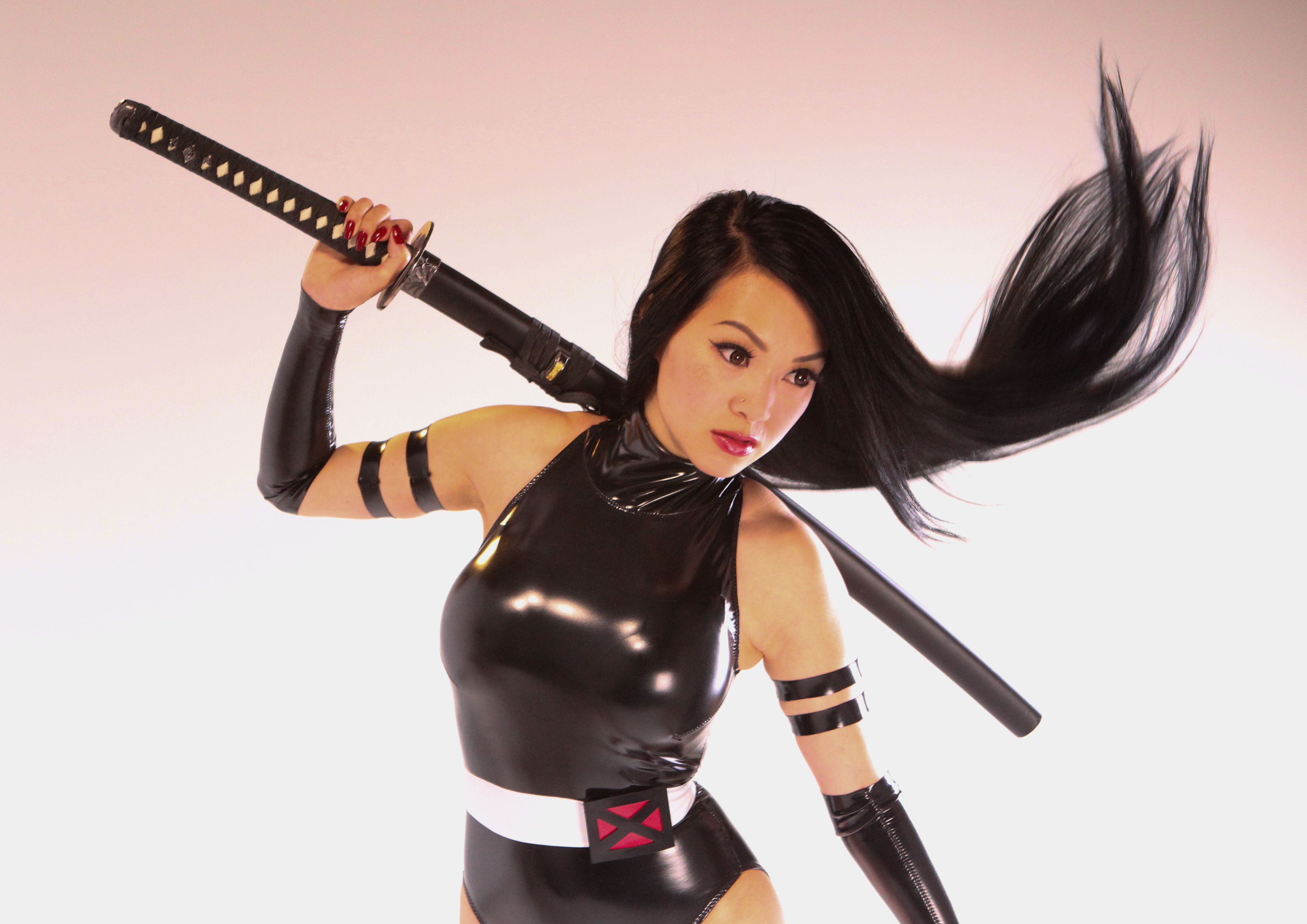
Modelo con una katana
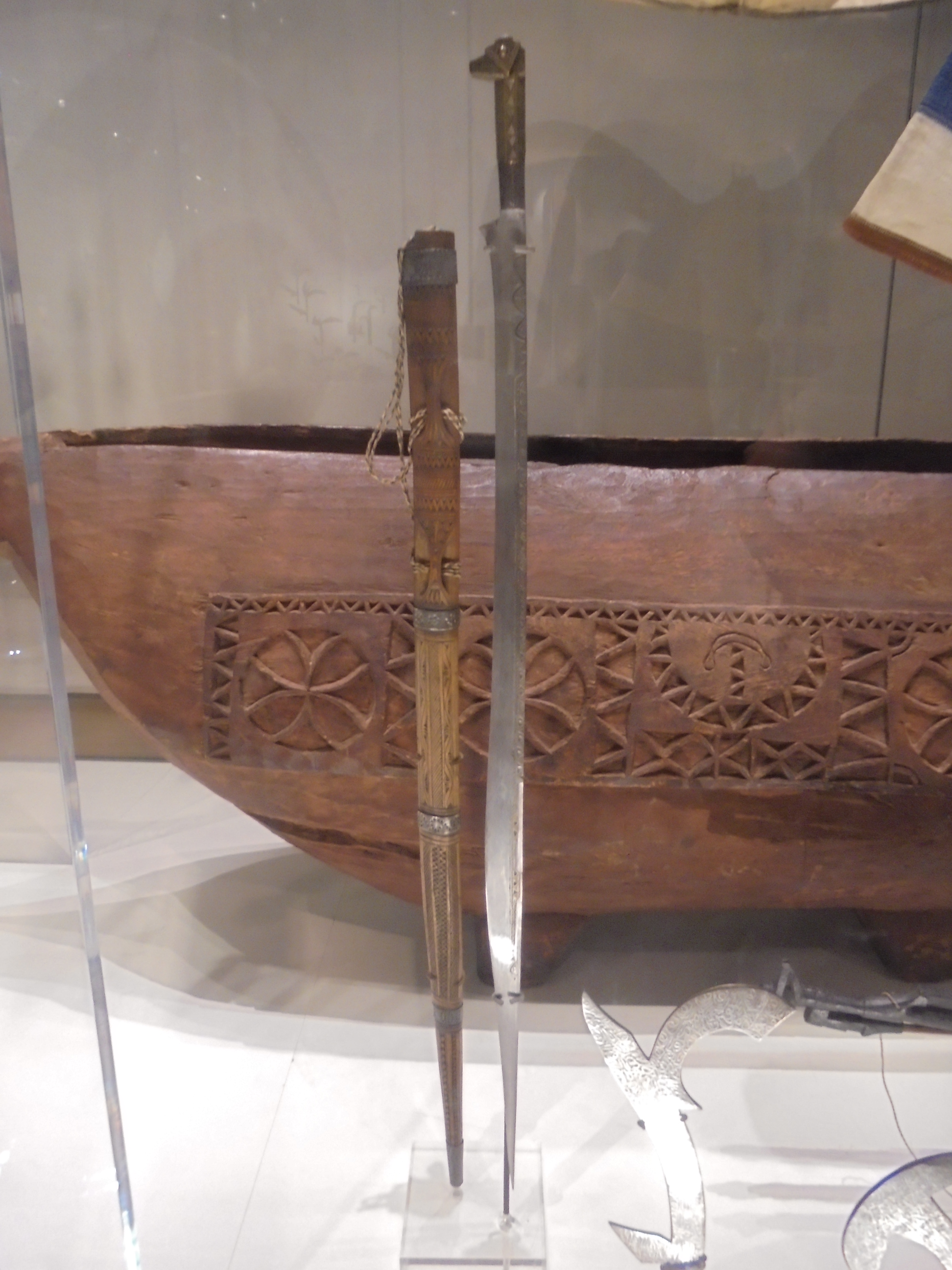
Flissa en el Museo Británico
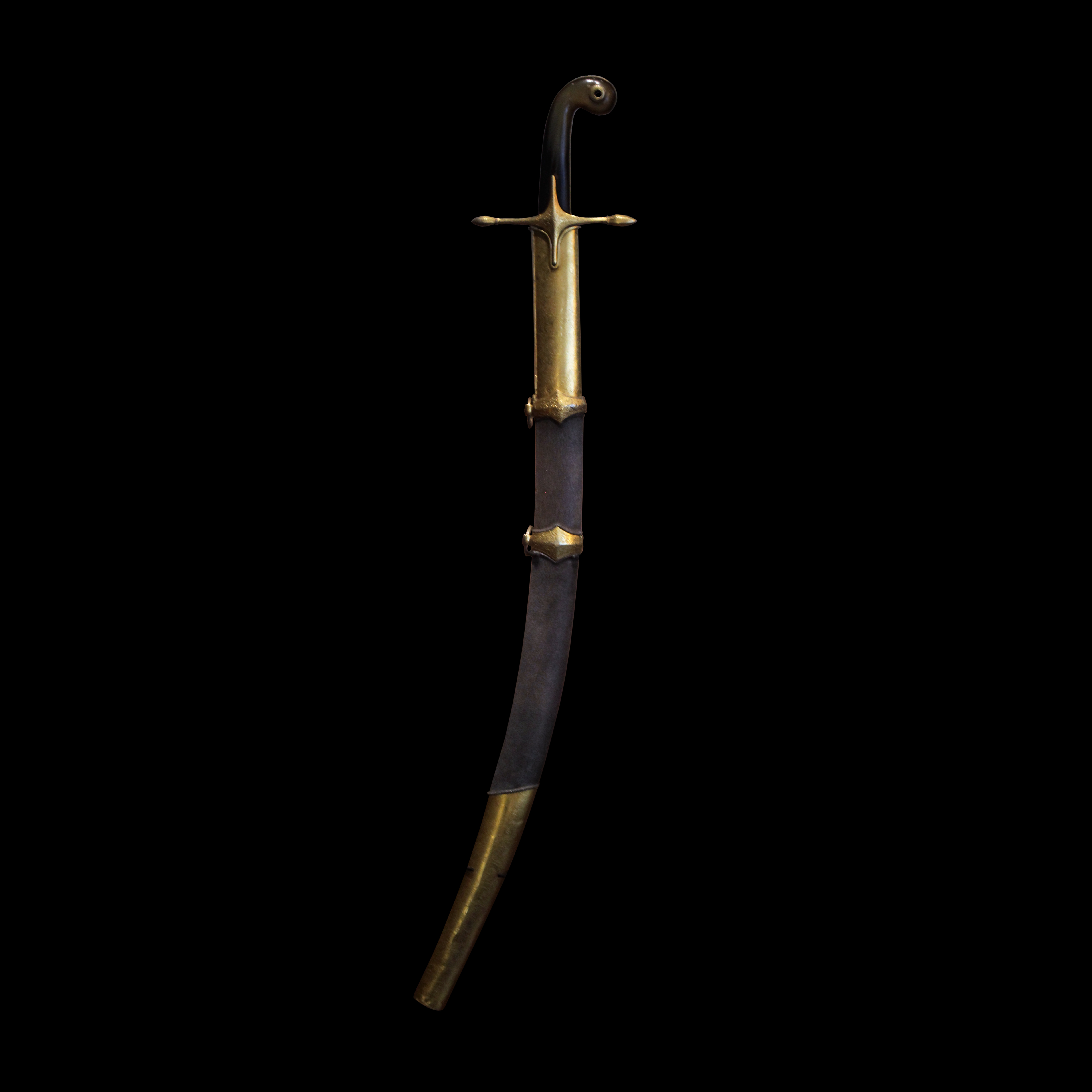
Cimitarra del s. XIX
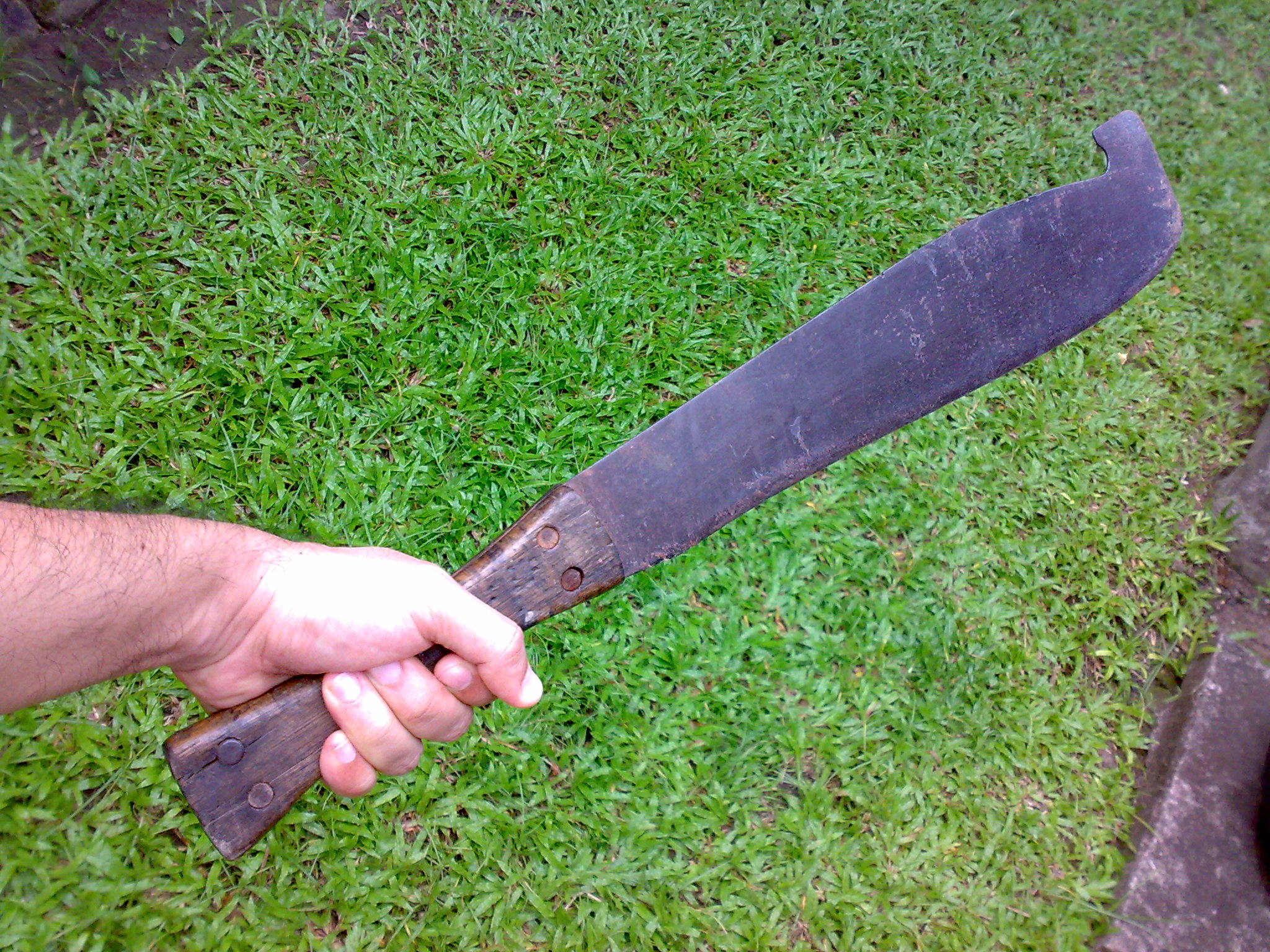
Machete
Shamsir
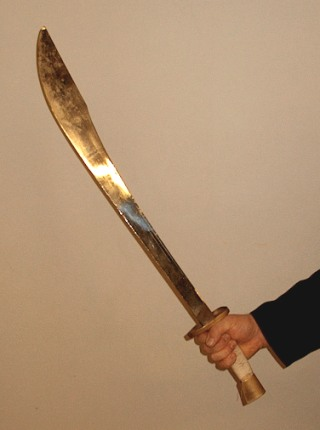
Dao chino
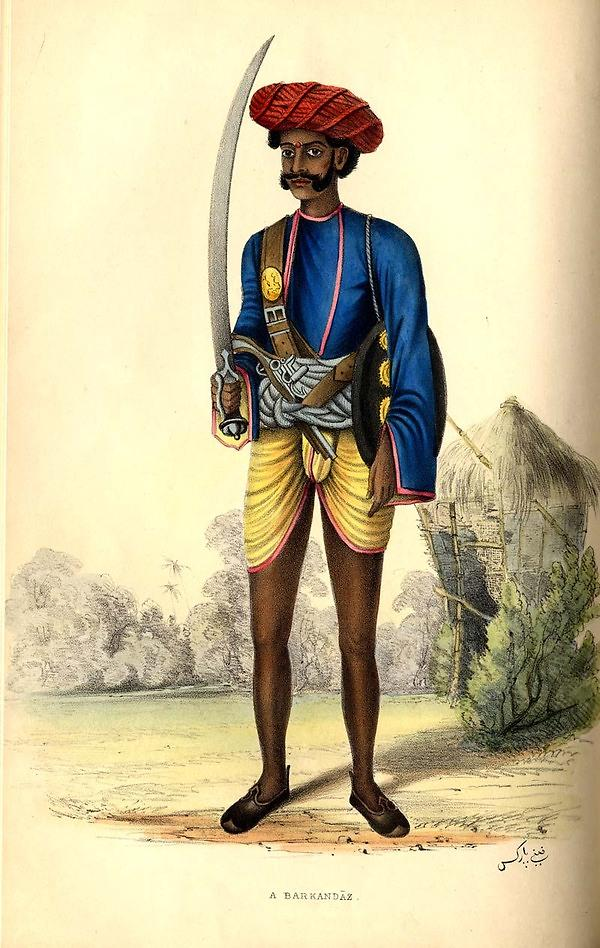
Oficial indio con un talwar (1850)
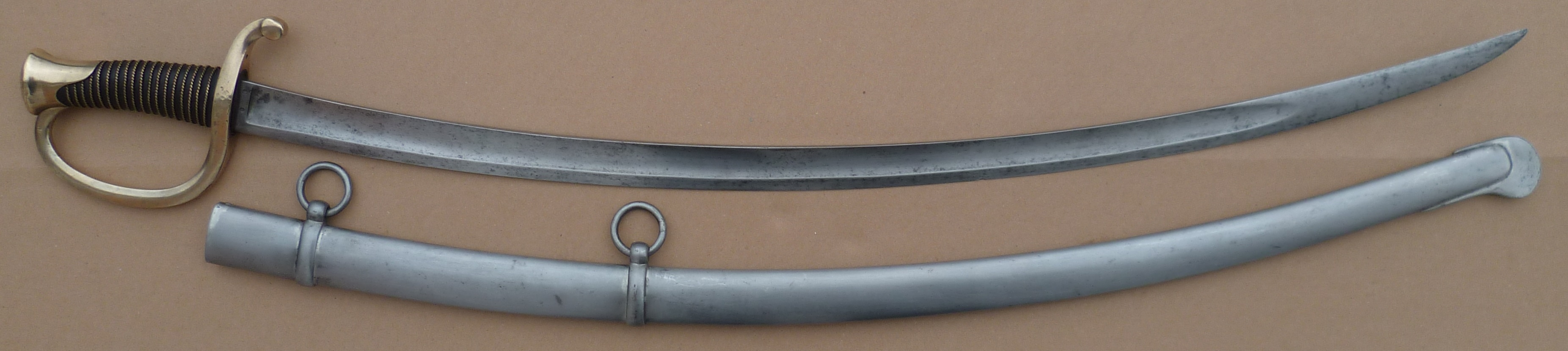
Sable francés de artillero montado modelo de 1829.

## Simbología

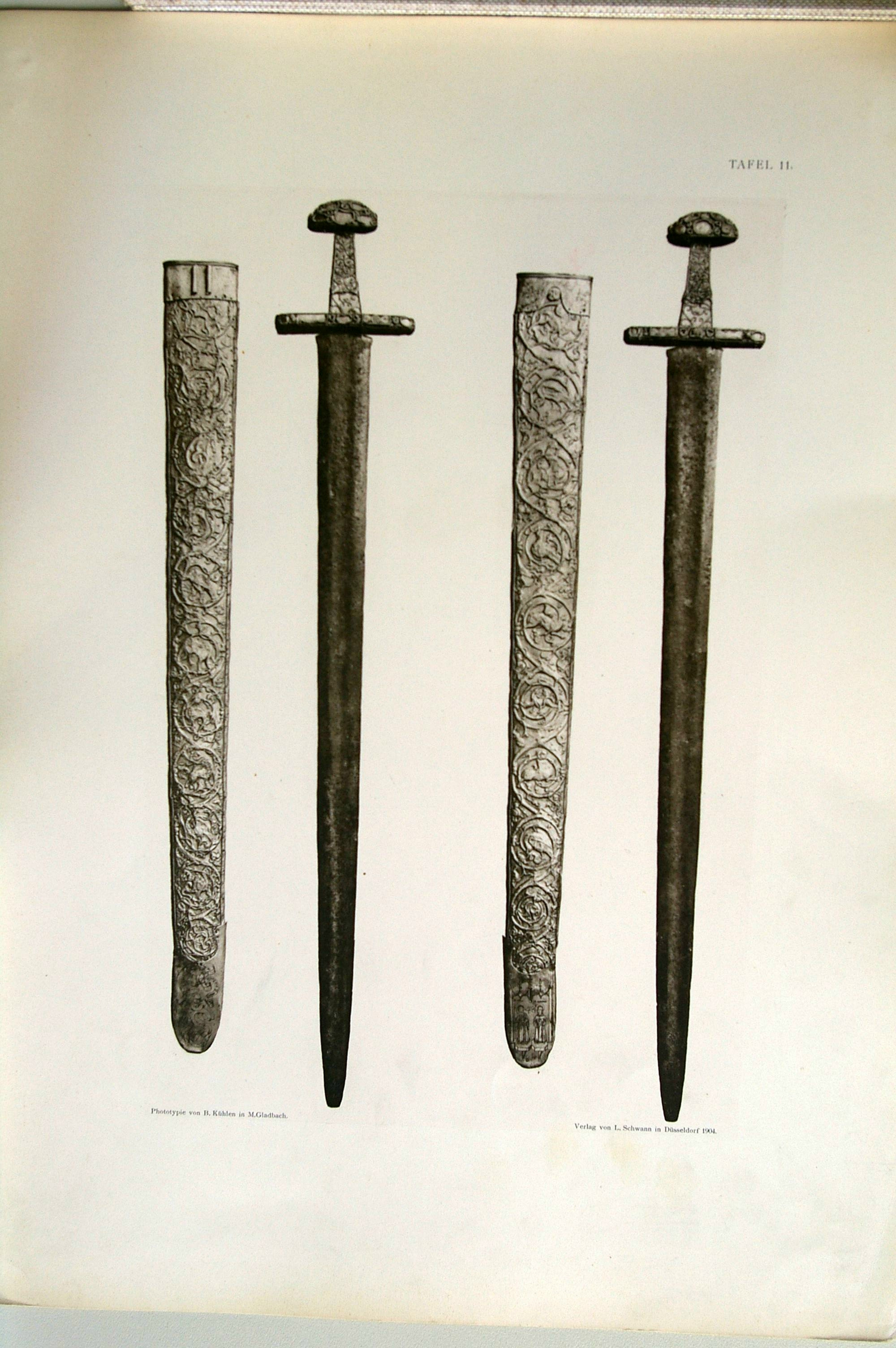
Espada ceremonial de la abadía de Essen.

La espada puede simbolizar violencia, combate o intervención militar. La declaración de Jesús: Aquellos que vivan por la espada morirán por la espada usaba este término en ese sentido. En el Islam, la expresión árabe Jihad bis saif 'lucha por la espada' significa la guerra 'santa' para el islam. Otro ejemplo de este significado metafórico viene al viejo refrán de la pluma es más fuerte que la espada, atribuido a Edward Bulwer-Lytton.
La Espada de Damocles es una anécdota moral, en donde una espada suspendida encima de un líder significa el peligro siempre presente que acompaña este nivel jerárquico.
En los casos siguientes, la espada significa armas en general, y a menudo era considerada como un símbolo, hasta que después, en la práctica operacional ha sido sustituida por armas de fuego.
- Las espadas representan pelea en los naipes latinos, las cuales se incluyen en cubiertas o símbolos del Tarot italiano (fueron sustituidas por dagas en las cubiertas de los naipes franceses y en el moderno juego de naipes del Tarot francés o Tarock). En el tarot adivinatorio, la espada se ofrece como interpretación de la representación del aire, así como de la inteligencia. También puede representar al fuego y lo salvaje, a la clase militar / nobleza de la sociedad.
- El uso ceremonioso de espadas proviene de la época en que solo los señores portaban espadas, convirtiéndolo así en un símbolo de rango o posición, que la mayoría de los oficiales militares respalda.

### La espada como emblema

Espadas en el escudo de la reserva voluntaria de España.

- Las espadas también son usadas como emblema o insignia (en el vestido formal como uniformes, insignias, varios objetos, hasta escudos de armas), sobre todo:

Como el símbolo del poder, como una Espada de Estado, la Espada de Piedad, Curtana y Espada de la Justicia (todos pueden ser usados como atributos, en Inglaterra son cinco en total, durante la coronación).
- Como el símbolo de la fuerza armada o de una corporación. Es por ello que se dio derecho a aplicar fuerza como el brazo de la ley.
- Como en la insignia militar y de policía o de una unidad (por ejemplo: regimiento) de tal Corporación. Cuando éstos son numerosos, son usadas muchas variaciones y combinaciones: dos espadas cruzadas o con una corona de laureles, corona, nacional o emblema de fundador/patrón, etc.
- Como una parte del uniforme del oficial militar. En los Estados Unidos, son portadas por el Ejército, la Marina y los oficiales de Guardacostas. Los oficiales marítimos y NCOs también portan una espada. Solo los capellanes en servicio son excluidos de portarla.
- También aparece en la bandera de Arabia Saudita.
- Puede ser un atributo de reconocimiento honorario, como una condecoración. Se le conoce como espada del honor.

### Otros significados

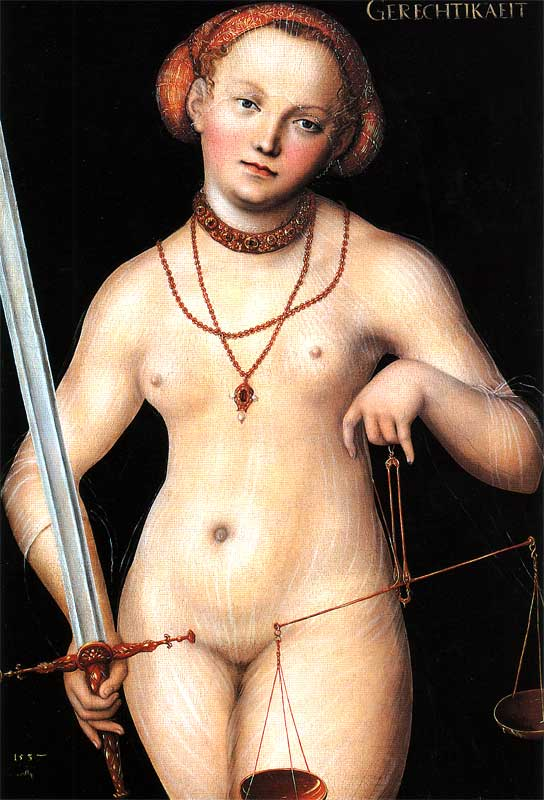
La justicia representada con espada y balanza.

- Este símbolo significa o refleja en una existencia de prestigiosos títulos, uniéndole con valores tales como: Espada de Religión, Espada de la Fe, Espada del Estado o Espada de Guerra.
- Las espadas cruzadas tienen su símbolo particular:
  - En la tabla de símbolos misceláneos del Unicode como U+2694
  - En un mapa: representa un sitio de batalla.
  - En genealogía o biografía: la significación que una persona fue muerta en combate.
  - Daisho japonés: un par de espadas, Katana y Wakizashi o Tanto, simbolizan la fuerza y el honor del Samurái.

- Es también bastante habitual que las espadas representen la razón, por ejemplo, como el proceso de "cortar por" la serie de elementos en un problema, a fin de dejar solo aquellos con la relevancia comprobada.

- Símbolo de la valentía para luchar por una causa justa. La espada de la dama de la Justicia simboliza la aplicación estricta de la justicia en una manera neutra, que implica decisiones legales.

- El término una espada de doble filo puede ser usada como una expresión para algo que puede ayudar u obstaculizar simultáneamente, como cuando en pelea de espadas. Una persona puede aumentar su acción de palanca poniendo su mano sobre la lámina: podría ganar la competencia, pero también podría causar una herida.
- La espada ofrece una función, como símbolo de la masculinidad y que se representa también con la flor de Lis, ya que su forma se identifica particularmente con la posición erguida - como símbolo fálico de virilidad.

## Espadas célebres

### Espadas en la historia
- Sable de Granaderos a Caballo del general San Martín.
- Espada de Gou Jian, un artefacto histórico de la época de las Primaveras y Otoños.
- Zulfiqar, espada del Imán Ali, el primer califa chií y cuarto califa suní (630 d. C.).
- Honjo Masamune, espada del Shogunato Tokugawa, una dictadura militar feudal de Japón establecida en 1603.
- Espada Enjoyada del Ofrecimiento, espada del rey Jorge IV de Gran Bretaña e Irlanda (1820-1830).
- La espada Siete-bifurcaciones que Wa recibió de Baekje.
- La Espada de Serpiente, que fue manejada por el gran rey Ashoka (Emperador de la India que dirigió al Imperio Maurya en el subcontinente indio, entre 273 a. C. y 232 a. C.).
- Espada de Boabdil, espada del último rey moro en España.
- Joyosa, espada de Carlomagno.
- El Príncipe Hamet Karamali dio una espada mameluca a Presley O'Bannon, un oficial en la Infantería de Marina estadounidense, durante su participación en la Primera Guerra Bárbara.
- Lobera: espada del rey Fernando III el Santo
- La Espada del Perú. Fabricada en Lima en 1825 y regalada por la Municipalidad de esta comuna a Simón Bolívar en 1825, como un obsequio por las batallas libradas en Junín y Ayacucho, que consolidaron la independencia del país y de América. Es el recuerdo histórico de las guerras de Independencia más notable de América del Sur, por su alto valor como joya artística e histórica. La totalidad de su vaina es de oro macizo de 18 quilates, en el que sobresalen ornamentos de piedras preciosas así como elegantes y variados dibujos, entre ellos el escudo de armas del Perú, el busto del Genio de la Libertad y dos pirámides truncadas, entre otros.[3][4]
- La Espada Tizona Española es una espada ropera con guarnición de taza o cazoleta que se popularizó en la España del siglo XVI. A raíz de la aparición de estas espadas las técnicas de lucha se van refinando. Los tercios españoles son abastecidos con este tipo de espadas. Con el tiempo es sustituida en Europa por el espadín francés que resulta más ligero y por consiguiente más rápido.

### Espadas en mitos, leyendas y literatura

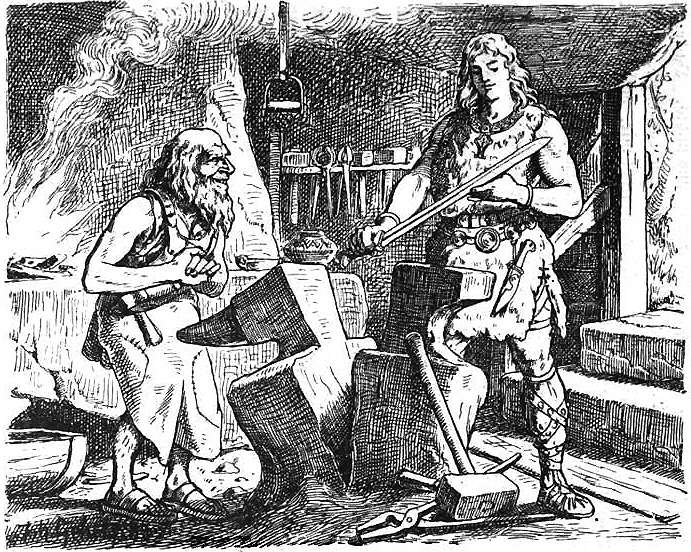
«Sigurd prueba la espada Gram», de Johannes Gehrts (1901).

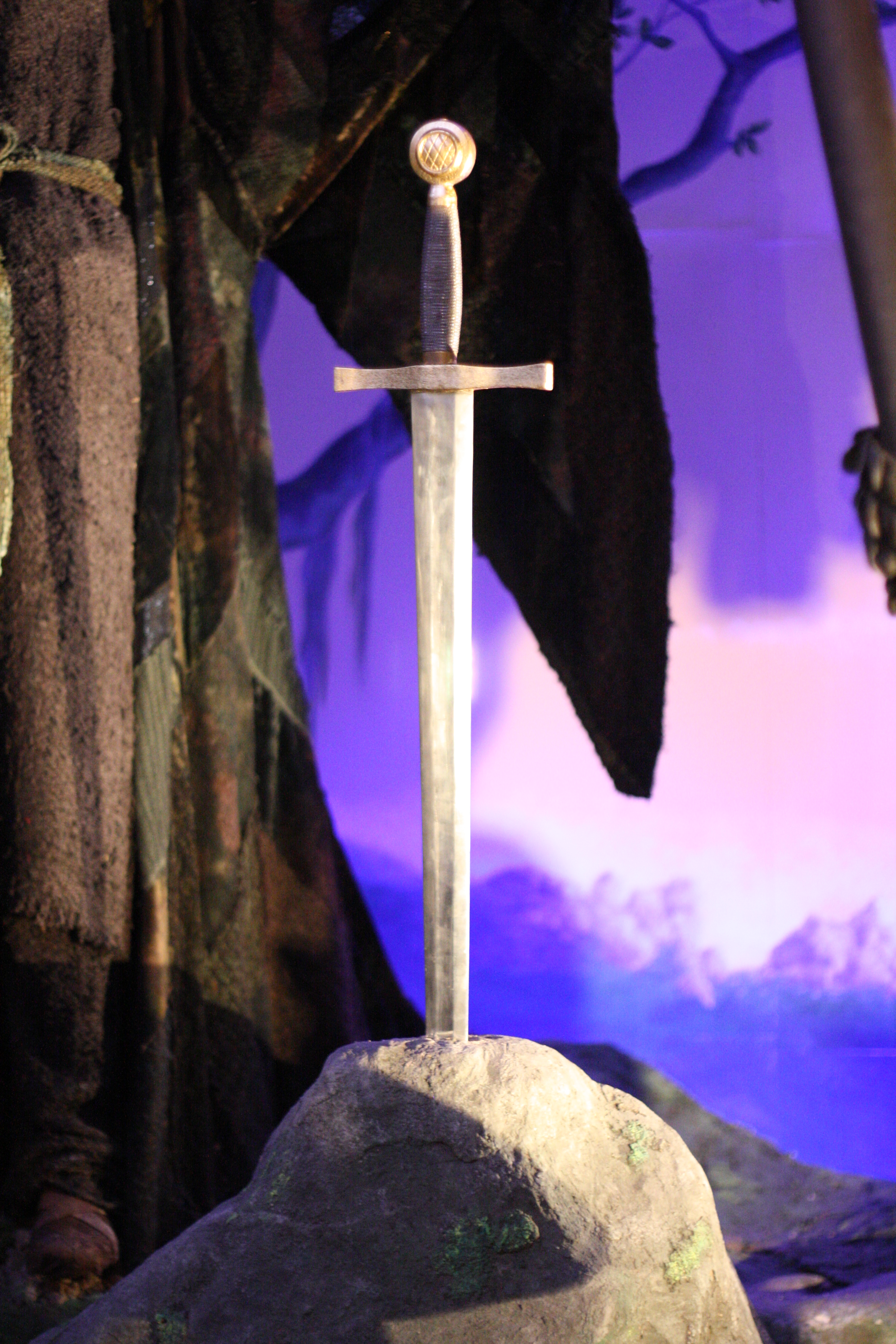
Representación de Excalibur

- Excalibur: espada del Rey Arturo, de Camelot.
- Narsil / Andúril: espada de la saga literaria El Señor de los Anillos, de J. R. R. Tolkien, cuyo nombre se traduce como «Llama roja y blanca» o «Llama del Oeste», que fue empuñada por el linaje real de los dúnedain, entre ellos Elendil, Isildur y Aragorn.
- La Espada Maestra: La espada más poderosa de la serie de videojuegos The Legend of Zelda.
- La espada de Atila el Huno: la cual reclamó que era la espada de Marte, el dios romano de la guerra.
- Callandor: espada de La Rueda del Tiempo, es un sa'angreal masculino que puede destruir ciudades enteras en un abrir y cerrar de ojos, también conocida como La espada que no es espada o La espada que no puede ser tocada.
- Caladbolg: espada de Fergus Mac Róich.
- Chandrahas (lámina lunar): la espada del rey Ravana en el Ramayana, la epopeya clásica de la India.
- Claíomh Solais: espada de Nuada Airgeadlámh, rey legendario de Irlanda.
- Fragarach:[5] Espada de la mitología celta capaz de cortar cualquier cosa, llevada por Manannán mac Lir, Lugh y su hijo Cúchulainn.
- Colada, espada que el Cantar de mio Cid atribuye al Rodrigo Díaz de la ficción.
- Crocea Mors: espada de Julio César.
- Curtana: espada de Ogier el danés, un héroe danés legendario.
- Arondight: espada de Lancelot.
- Balmung (Nothum): espada de Sigfrido (Sigurd).
- Gram, Balmung o Nothung: espada de Sigurd o Sigfrido, héroe del Cantar de los Nibelungos.
- Hauteclere (Halteclere o Hauteclaire alta y clara): Fue la espada de Oliveros, un héroe francés representado en la Canción de Rolando.
- Durandarte o Durandal, la espada de Roldán, paladín de Carlomagno.
- Hrunting: espada de Beowulf
- Kusanagi-no-tsurugi: espada de Susanoo, dios japonés del mar y las tormentas, quien la sacó de una de las colas de Yamata-no-Orochi.
- Shamshir-e Zomorrodnegar: espada del Rey Salomón
- Tizona, otra espada, además de Colada, que la ficción del Cantar atribuye al Cid.
- Tyrfing: espada maldita que causa la muerte eventual a su portador y sus parientes.
- Zulfiqar: espada del profeta Mahoma y del imán Ali ibn Abu Talib (el primo del profeta y yerno).
- Murasame y Muramasa: dos espadas de un gran espadachín de Japón del período Sengoku (período medieval japonés).
- Vilardella: espada de la dinastía de los condes catalanes Wifredo el Velloso - Martín el Humano.
- Fragarach: espada de Manannan mac Lir y Lugh Lamfada.
- Contracorriente, espada de Percy Jackson, de la saga de libros juvenil Percy Jackson y los dioses del Olimpo, de Rick Riordan.
- Goldryn: espada de Aelin Ashryver Galathynius, de la saga de libros Trono de Cristal, de la escritora Sarah J. Maas.
- Damaris: espada de Dorian Havilliard, de la saga de libros Trono de Cristal, de la escritora Sarah J. Maas.
- Tormentosa (Stormbringer): la infame espada negra esgrimida por el emperador albino Elric de Melniboné, que aparece en numerosas historias escritas por el autor Michael Moorcock, dentro de los estilos de literatura conocidos como fantasía heroica y espada y brujería. Es la espada gemela de "La Enlutada" (Mournblade), esgrimida por Yyrkoon, primo y enemigo de Elric.